# Tove Ditlevsen

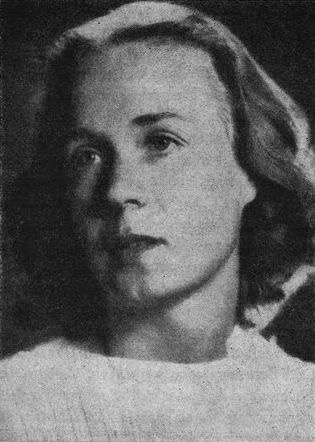
Tove Ditlevsen (vor 1949)

Tove Irma Margit Ditlevsen [ˈtʰoːvə ˈditlewsn] (* 14. Dezember 1917 in Kopenhagen; † 7. März 1976 ebenda) war eine dänische Schriftstellerin von Prosa und Lyrik, die für ihre Autofiktion bekannt war. Ihr Werk wird sowohl der Frauenliteratur als auch der Arbeiterliteratur zugerechnet. Obwohl sie in ihrer Heimat beliebt war, erlangte sie erst nach ihrem Tod internationale Anerkennung, als ihre Memoiren und Texte in andere Sprachen übersetzt wurden. Ihr Leben war von der schwierigen Mutter-Tochter-Beziehung, dem Bestreben nach sozialem Aufstieg und ihren vier gescheiterten Ehen sowie der Doppelrolle als Hausfrau, Mutter und Schriftstellerin geprägt, was sich stark in ihrer Literatur widerspiegelt. Ihr Werk gehört heute zur Pflichtlektüre im dänischen Schulunterricht und wurde in den erweiterten Dänischen Kulturkanon aufgenommen. Mehrere Romane liegen in Übersetzungen (u. a. von Ursel Allenstein) auch auf Deutsch vor.

## Leben

### Frühe Jahre

#### Bei den Eltern in Vesterbro

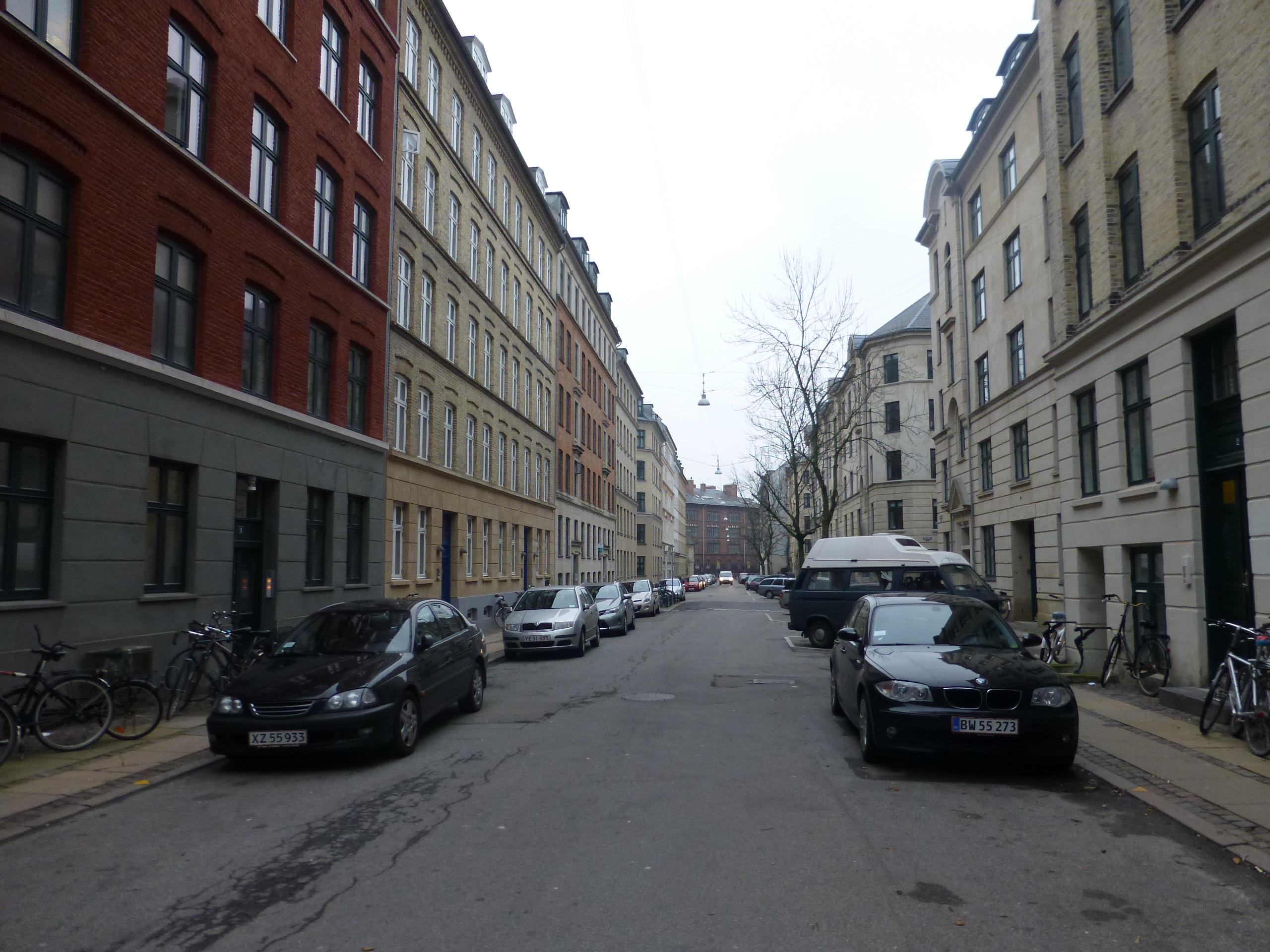
Die Hedebygade (Haithabu-Straße), in der Ditlevsen ihre Kindheit verbrachte, im Jahr 2013

Tove Ditlevsen wurde 1917 als Tochter von Kirstine Alfrida Mundus (1890–1965) und Ditlev Nielsen Ditlevsen (1880–1972) geboren. Ihr Vater war der Sohn einer Magd aus Jütland und kam mit 16 Jahren 1896 nach Kopenhagen, wo er in verschiedenen Anstellungen als Heizer arbeitete. Ihre Eltern lernten sich in einer Bäckerei kennen, in der sie beide arbeiteten. Ihre Mutter stammte aus der untersten sozialen Schicht Kopenhagens und verstand ihre Ehe als die Chance, einen Ernährer zu bekommen und somit ihrem schweren Arbeitslos zu entrinnen. Tove Ditlevsen hatte einen drei Jahre älteren Bruder namens Edvin (1914–1970).

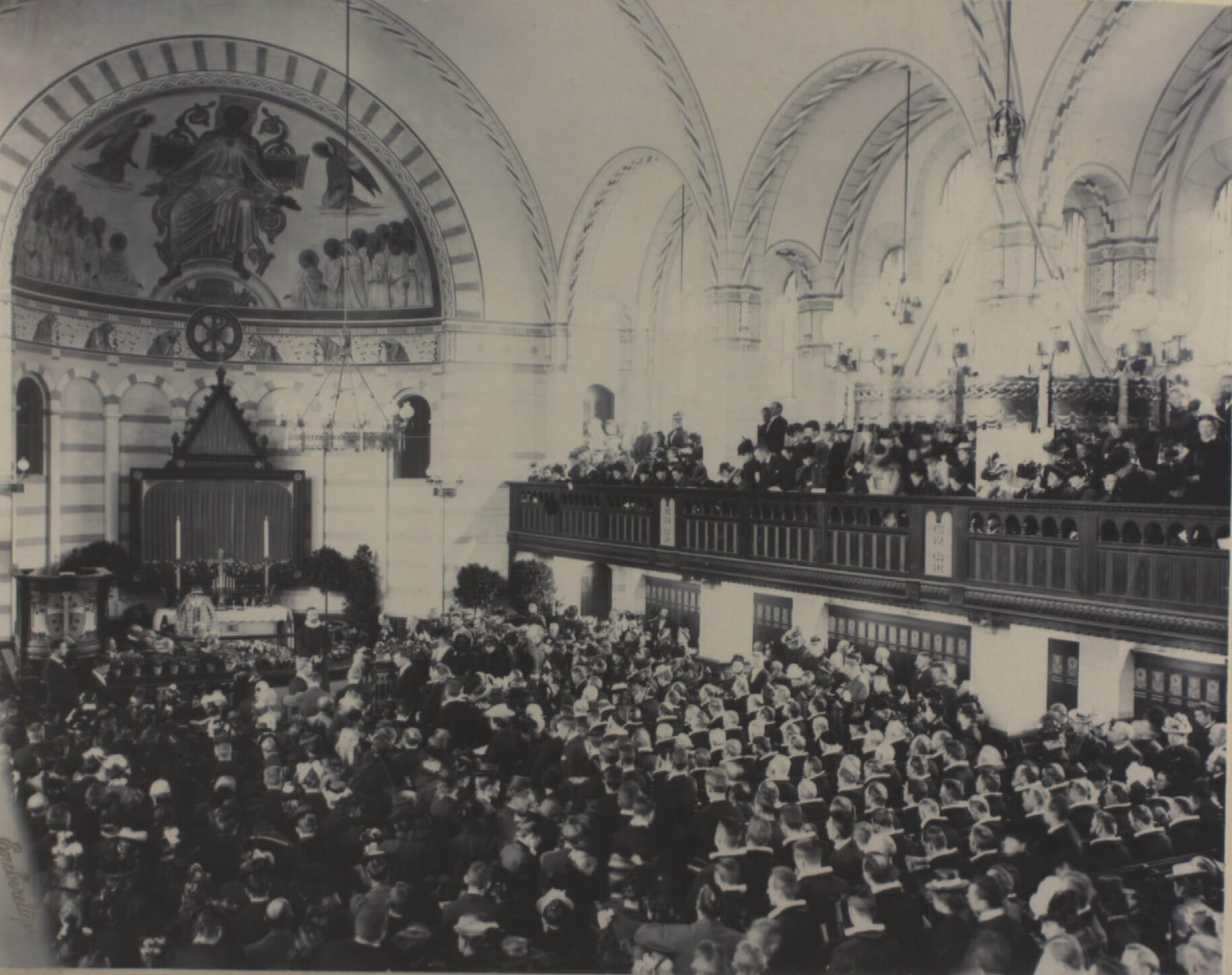
Das Innere der Kristkirken (Christuskirche) im Zustand der Zeit der Taufe von Tove Ditlevsen.

Tove Ditlevsen wurde evangelisch getauft und gehörte wie ihre Familie zur Kirchengemeinde Kristkirkens Sogn, einer evangelisch-lutherischen Pfarrei der Dänischen Volkskirche in der Propstei Vesterbro (Vesterbro Provsti) im Bistum Kopenhagen. Die Gemeindekirche war die nach dem Vorbild des romanischen Doms von Spoleto mit Mitteln einer Sammlung unter Priestern (Priesterkirche) erbaute und 1900 eingeweihte Kristkirke (Christuskirche) am Enghave Plads Nr. 18.

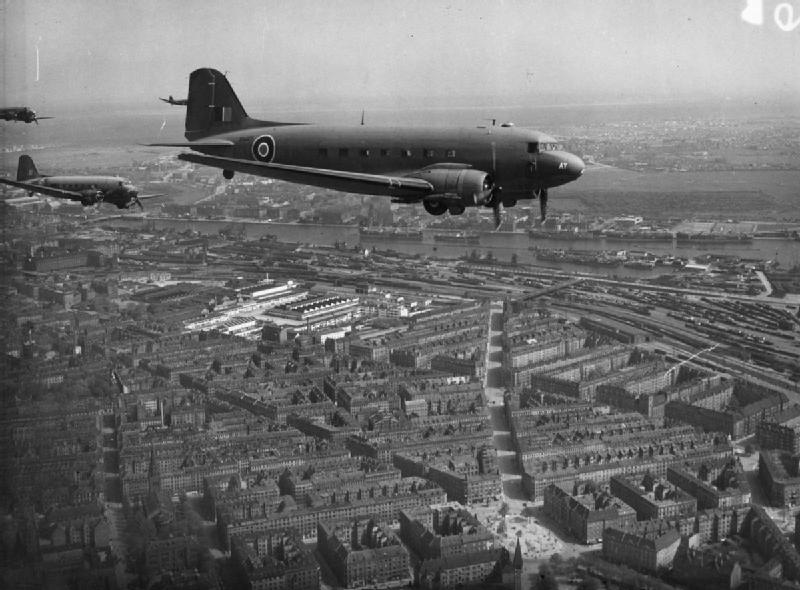
Luftaufnahme des dicht besiedelten Arbeiterbezirks Vesterbro um 1943

Tove Ditlevsen wuchs während der Weltwirtschaftskrise in Vesterbro auf, einem damals noch armen Arbeiterbezirk Kopenhagens. In den 1920er-Jahren lebten dort auf einem Quadratkilometer über 80.000 Menschen in kleinen Wohnungen, und die Männer der Familien arbeiteten meist in den umliegenden Fabriken. Die Familie lebte in einer Zweizimmerwohnung im 4. Stock (rechts) des 1884 erbauten Hinterhauses Hedebygade 30A. Das Haus steht heute unter Denkmalschutz. Auf den nur dreißig Quadratmetern für vier Personen fand Tove Ditlevsen nirgends einen privaten Fleck und hatte noch nicht einmal eine abschließbare Schublade für sich. Sie begann mit zwölf Jahren mit dem Schreiben, um sich ihren eigenen, geheimen Raum zu schaffen, „in dem sie Zuflucht suchen und genug in sich haben konnte und in dem die freudlose Realität in Kunst verwandelt werden konnte“.
In ihren Texten beschrieb sie wiederholt ihre harte Erziehung als armes Proletarierkind in der Hedebygade und der umliegenden Umgebung Vesterbros, insbesondere in ihrem vielgelesenen Buch Barndommens gade (Straße der Kindheit) von 1943. Diese Situation drückt eine Romanfigur dort so aus: „Ich bin meine Familie so leid, denn es ist, als ob ich jedes Mal gegen sie stoße, wenn ich mich frei bewegen möchte“.
Ihr Vater arbeitete zunächst weiter als Heizer und ihre Mutter war wegen der beiden Kinder Hausfrau. Da der Vater ab 1924 oft keine Anstellung fand, bezog die Familie wiederholt Sozialfürsorge. Tove Ditlevsen war zu diesem Zeitpunkt sieben Jahre alt. Sie schrieb über ihre Eltern: „Mein Vater war sehr melancholisch und außerordentlich moralisch, während meine Mutter zumindest als junge Frau munter und fidel, leichtsinnig und eitel war.“
In Vesterbro galt das raue Gesetz der Straße. Es gab jede Menge Kneipen und mittellos gestrandete Existenzen. Übermäßiger Alkoholkonsum, Prostitution und Übergriffe auf Frauen waren Alltag. Das oberste Gesetz lautete, sich der Allgemeinheit anzupassen. Wer sich wie Tove Ditlevsen dem widersetzte, wurde bestraft. Dies entsprach dem Janteloven (dem Gesetz von Jante), wie es auch Aksel Sandemose (1899–1965) in seinem 1933 erschienenen Roman En flyktning krysser sitt spor (Ein Flüchtling kreuzt seine Spur) beschrieben hatte. Die Zehn Gebote von Jante werden als ein Verhaltenskodex sozialer Spielregeln im skandinavischen Kulturraum verstanden. Aksel Sandemose ergänzte dieses Regelwerk noch um ein Gebot: Das Gesetz von Jante war Jantes Grundgesetz. Das ‚elfte Gebot‘ war das Strafgesetz. Tove Ditlevsen bezeichnete das Regelwerk der zahlreichen Hinterhöfe als Sexualaufklärung an der Mülltonnenecke.
Das Gedicht Barndommens Gade (nicht zu verwechseln mit dem gleichnamigen Buch) aus Lille Verden (1942) ist eine Liebeserklärung an das Milieu, in dem sie aufwuchs:

„Ich bin deine Kindheitsstraße,

die Wurzel, die dein Sein umfasst,

Ich bin der schlagende Rhythmus,

in allem, wonach du Sehnsucht hast.“

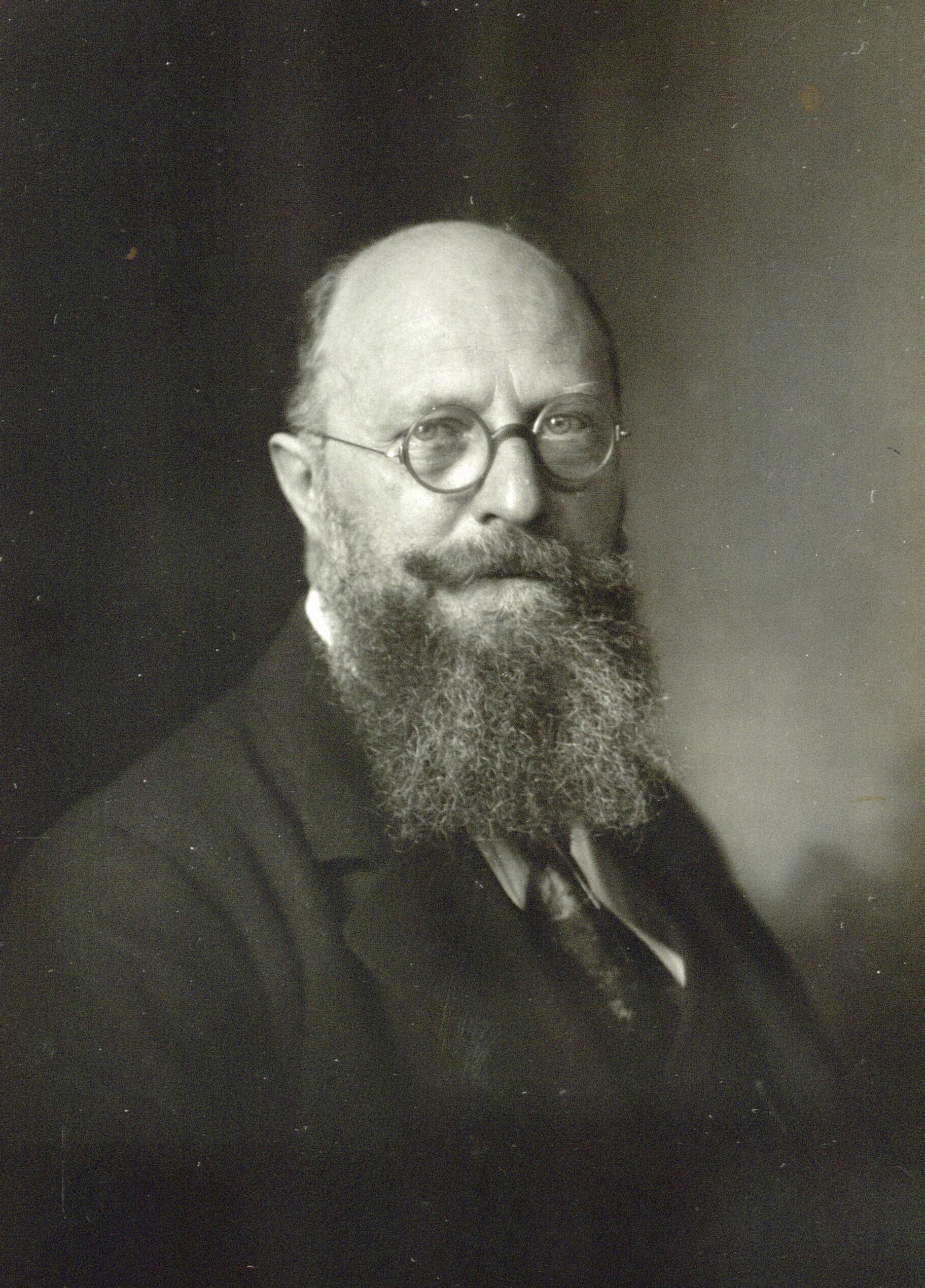
Der sozialdemokratische Ministerpräsident Thorvald Stauning (1924–1926 und 1929–1942)

Ihr Vater trank nicht nach der Arbeit, sondern las Bücher. Ihre herrschsüchtige und unberechenbare Mutter hingegen sorgte ständig für Unruhe, und die komplizierte Mutter-Tochter-Beziehung wird im gesamten Werk thematisiert. Ihr Vater war zeitlebens Mitglied der 1871 gegründeten Partei Socialdemokraterne und verehrte den sozialdemokratischen Statsminister Thorvald Stauning. Dieser war 1924 als erster Sozialdemokrat in der Geschichte Dänemarks Regierungschef geworden, weswegen sich Ditlev Nielsen Ditlevsen, der in dem Jahr arbeitslos geworden war, berechtigte Hoffnungen auf eine Verbesserung seines prekären Loses machte. Tatsächlich führten die Sozialdemokraten eine Vielzahl von Reformen durch, die die Grundlage für den dänischen Wohlfahrtsstaat (velfærdsstaten) schufen. Ditlev Nielsen Ditlevsen hatte deswegen Staunings Bild wie eine Devotionalie im Wohnzimmer aufgehängt, das aber bei unzähligen Streitigkeiten mit seiner Frau Kirstine Alfrida zu Boden ging.
Ab ihrem zwölften Lebensjahr litt Tove Ditlevsen unter wiederkehrenden Psychosen, und ihre Mutter, die emotional abgestumpft, unberechenbar und abweisend war, trug wohl nicht unerheblich zu diesem Leiden bei. Tove Ditlevsen schrieb einmal: „Die Kindheit ist lang und eng wie ein Sarg, aus dem man nicht allein herauskommt.“
Tove Ditlevsen fand in der Poesie Zuflucht und begann, bereits in jungen Jahren zu schreiben. Sie besuchte die Mittelschule in der Matthæusgade. Eine Lehrerin hatte dort erklärt, dass Kirchenlieder sehr schöne Gedichte seien, in die man sich mit innerem Gewinn vertiefen könne. Daraufhin lernte Tove Ditlevsen, die sehr gern sang, die Kirchenlieder eifrig auswendig. Sie wurde deswegen zwar als Die Heilige verspottet, fand aber durch die Kirchenlieder Zugang zur Lyrik, die ihr Leben bereicherte und fortan auch bestimmte. Allerdings war sie alles andere als eine Heilige:

„Der Himmel soll wissen, dass ich bereits ein gottloser Satan war, der Fünføre-Münzen vom Tellerbrett stahl und das damalige Original von Vesterbro ärgerte, Locken-Charles, der vor den Augen einer johlenden Kinderschar dampfende Pferdeäpfel verspeiste.“

Tove Ditlevsens Kindheitsgedichte wurden aber auch von anderen Vorbildern geprägt, so von Volksliedern, den Schillingliedern ihrer Mutter und den sozialdemokratischen Arbeiterliedern ihres Vaters.
Als Mädchen träumte sie immer davon, mit ihrem Poesiealbum und ihren Gedanken allein in einem Raum zu sein. In dem Gedicht und der Gedichtsammlung Det runde værelse (1973) spielte sie auf ein kreatives Universum an, in dem sie ganz sie selbst war. Sie war zeitlebens durchdrungen von dem Drang, sich literarisch ausdrücken zu müssen.

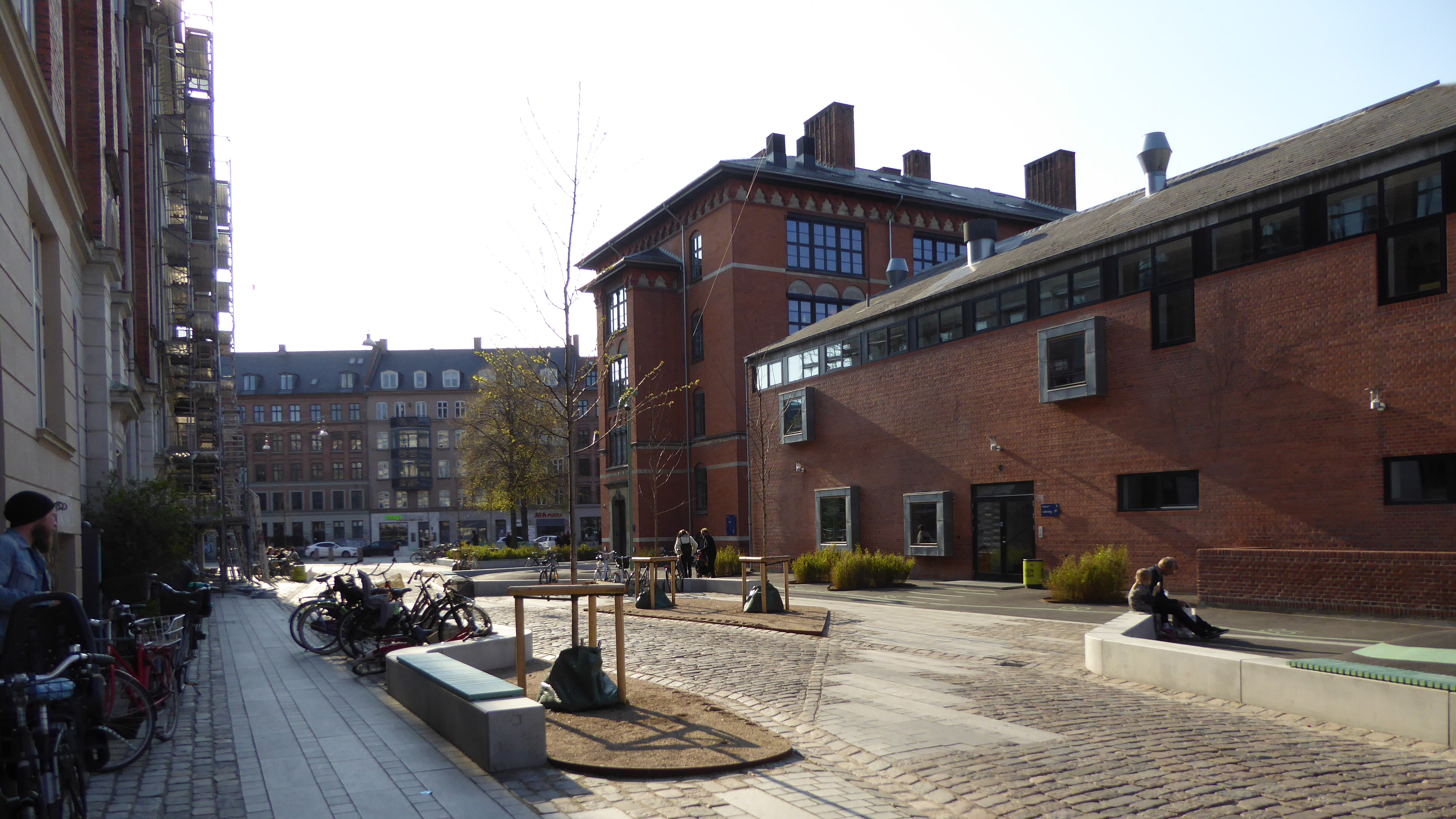
Teil der Tove Ditlevsens Skole in der Mathæusgade in Vesterbro

Aufgrund finanzieller Schwierigkeiten inmitten der Weltwirtschaftskrise konnte sie ihre Bildung nicht über das Alter von 14 Jahren hinaus fortsetzen. Ihre Eltern verweigerten ihr trotz guter schulischer Leistung und der Empfehlung ihrer Lehrerin den Besuch eines Gymnasiums, wodurch ihr eine höhere Bildung nicht mehr möglich war. So verließ sie die kommunale Schule in der Matthæusgade im Jahr 1932 mit einem Mittelschulabschluss. Anstelle weiterer Schulbildung besorgten ihre Eltern ihr eine Stelle als Dienstmädchen, womit sie der Tradition entsprechend beruflich zunächst ihrer Großmutter väterlicherseits folgen musste. Zu diesem Zeitpunkt war die Familie bereits in den Westen Vesterbros gezogen. Tove Ditlevsen bekam bald eine Anstellung in einem Pensionat in der Nähe, wo sie in der Küche den Abwasch und andere Reinigungsarbeiten machen musste. Da dies absolut nicht ihrem Naturell entsprach, wechselte sie die Stelle, wurde aber nach nur einem Tag entlassen. Danach begann sie in einem Lager für Krankenpflegeartikel zu arbeiten, wo ein junger Mann sie bedrängte. Daraufhin arbeitete sie als Schreibkraft in verschiedenen Büros und verdiente sich ein Zubrot mit Geburtstags- und anderen Gelegenheitsgedichten.

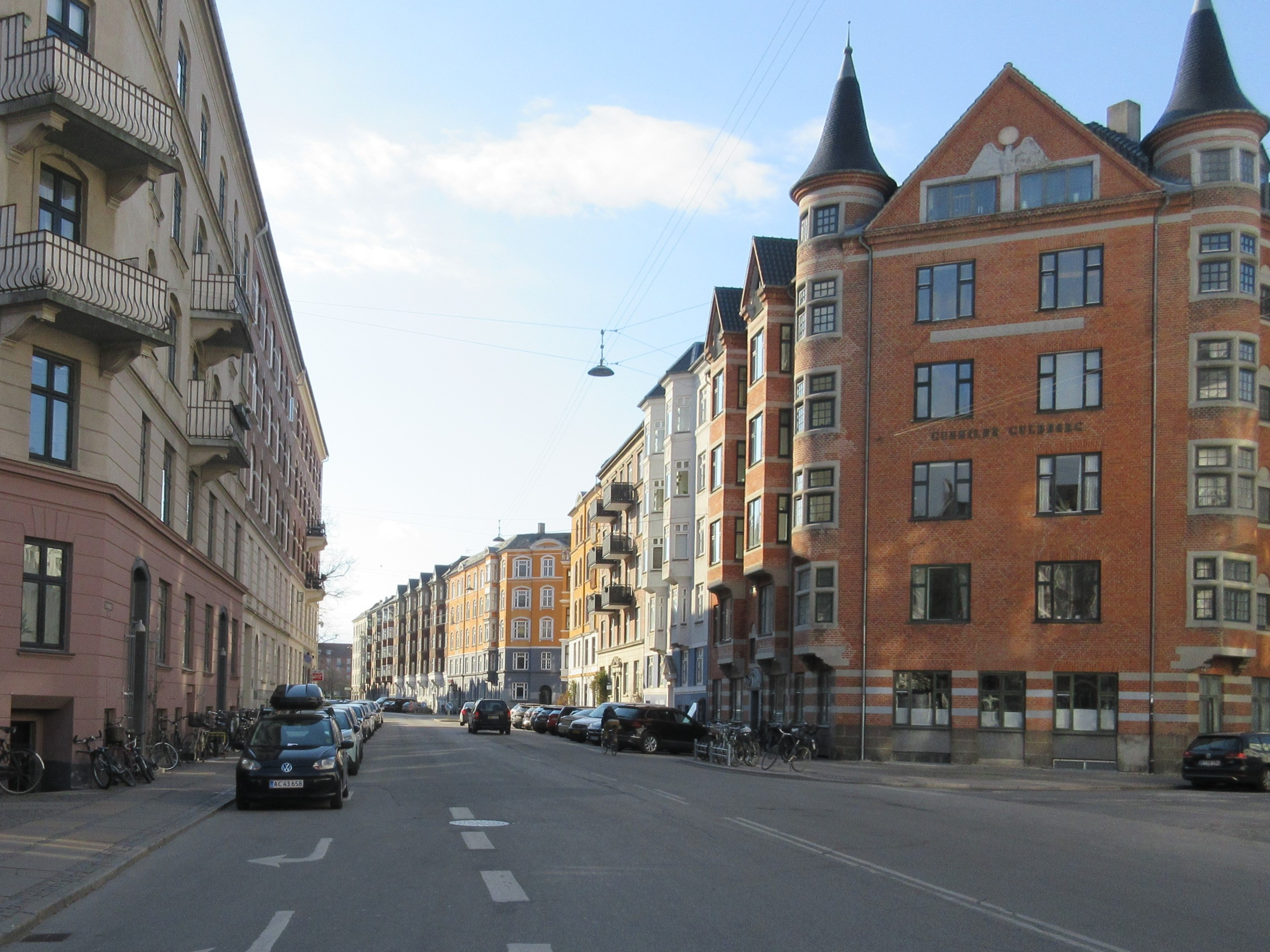
Ny Carlsberg Vej in Vesterbro.

1933 belegte Tove Ditlevsen einen Kurs für Stenographie und Schreibmaschine an der 1913 eröffneten Ny Carlsberg Vejens Skole. Der Ny Carlsberg Vej ist eine Straße in Vesterbro in der Nähe des 2008 geschlossenen Stammsitzes der Brauerei Carlsberg. Da Tove Ditlevsen bereits sehr viel geschrieben hatte, kürzte sie die Wörter auf ihre eigene Art ab. Nach mehreren Verwarnungen wurde sie schließlich der Schule verwiesen.
Die dänische Gesellschaft war damals noch stark patriarchalisch geprägt, was deutliche Spuren in ihrem Leben und Werk hinterlassen sollte. Innerhalb dieser Gesellschaftsstruktur war ein Lebensweg als Dichterin für Frauen schlichtweg nicht vorgesehen. Tove Ditlevsens Vater erklärte ihr immer wieder, dass Mädchen keine Dichter werden können. Für ihre Mutter war Literatur sogar direkt schädlich, weil ihrer Ansicht nach schon der Vater viel zu oft nach einem Buch griff. Ihr älterer Bruder Edvin verspottete sie, als er eines Tages zufällig ihre Gedichte fand.

#### Ab dem 18. Geburtstag in Østerbro

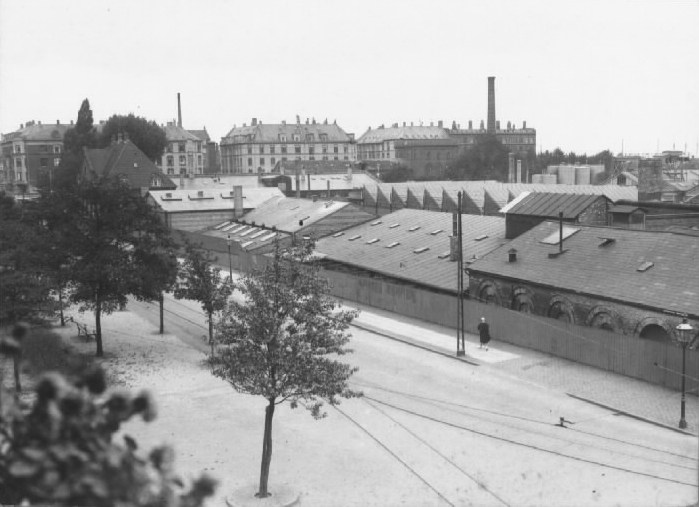
Østerbro (historische Aufnahme).

An ihrem achtzehnten Geburtstag packte Tove Ditlevsen ihre Koffer und bezog ein Zimmer im Kopenhagener Stadtteil Østerbro. Sie besaß jetzt ein eigenes Refugium und arbeitete an Gedichten, Erzählungen, dem Entwurf eines Theaterstücks und dem ersten Kapitel ihres ersten Romans Man gjorde et barn fortræd, fühlte sich aber in dem fremden Quartier nicht für voll genommen.
So amüsierte sie sich im Zentrum Kopenhagens in Tanzlokalen wie dem Olympia oder dem Heidelberg und in einer Bar für lesbische Frauen, wo sie „äußerst lebhaft und die ganze Zeit auf der Tanzfläche“ war. Als attraktive, fröhliche Frau war sie ein Männerschwarm.

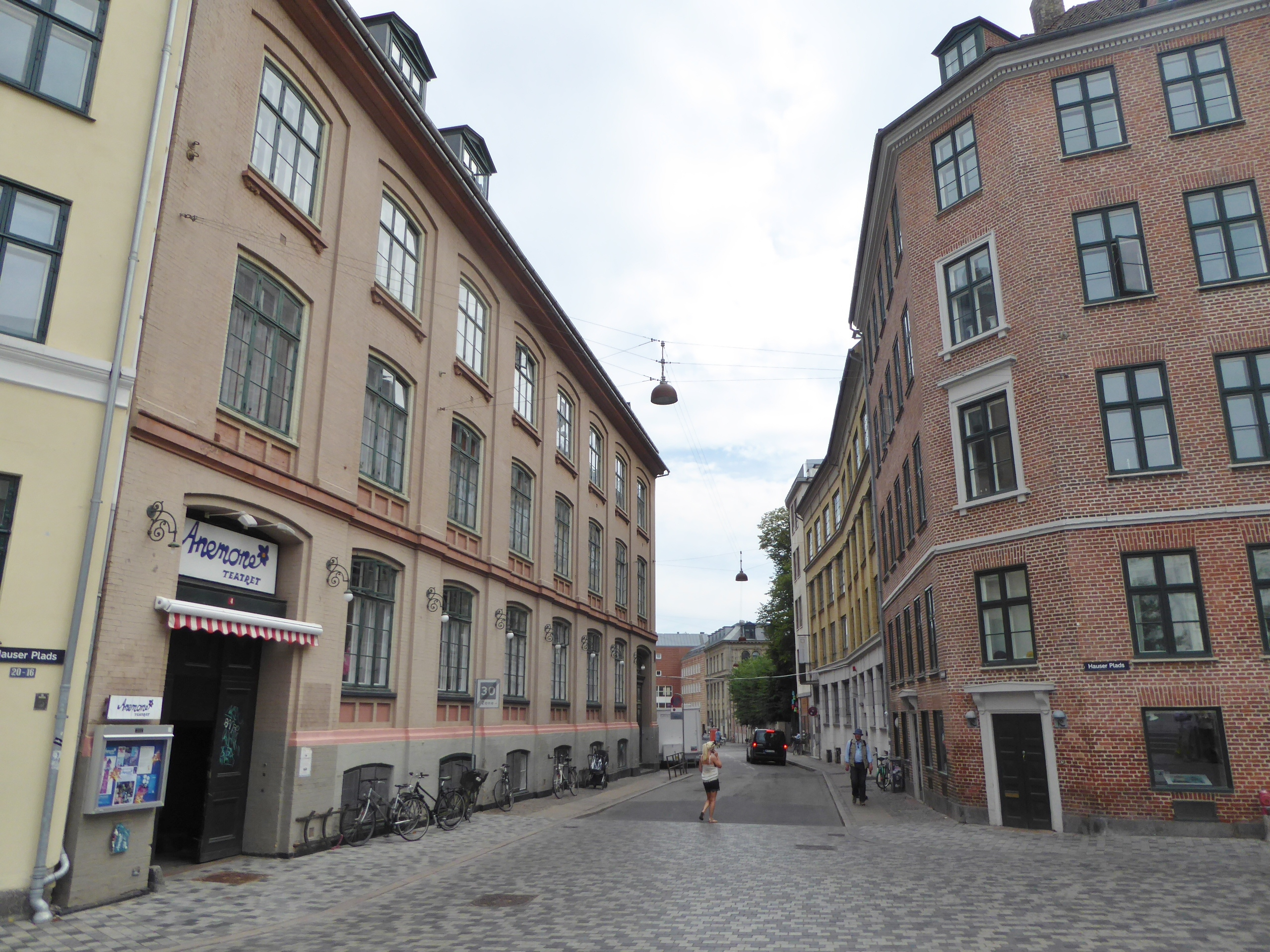
Die Suhmsgade in der Kopenhagener Innenstadt.

Ihre erste Liebe verlor sie schon nach der ersten Nacht, in der sie Hand in Hand gemeinsam durch Kopenhagen wanderten. Der junge Mann zog am nächsten Morgen als Freiwilliger gegen Franco in den Spanischen Bürgerkrieg und kam nie wieder zurück. Tove Ditlevsen erinnerte sich später:

„Um fünf Uhr ging er in die Volksküche der Suhmsgade, und wir verabschiedeten uns auf ewig. Ich ging nach Hause und schrieb ein Gedicht über ihn, das meine Wirtin am nächsten Tag wegwarf, als sie mein Zimmer sauber machte.“

Im Sommer 1937 verbrachte Tove Ditlevsen die Ferien gemeinsam mit einer Freundin in einer Jugendherberge im Norden der dänischen Insel Seeland. Dort lernte sie den ein Jahr jüngeren Niels kennen, einen Lehrling in einer Möbelfabrik. Schnell verliebte und verlobte sie sich. Als Tove Ditlevsen aber bemerkte, dass Niels finanziell kaum über die Runden kam, verließ sie ihn Ende 1938 abrupt. Kurz vor dem geplanten gemeinsamen Besuch einer Theatervorstellung fand er ihren Abschiedsbrief:

„Dein Buch und Dein Geld werde ich Dir schicken. Du musst nicht traurig sein, mein Freund, denk daran, wie jung Du bist, such Dir ein nettes sechzehnjähriges Mädchen, das Dich heiraten und Kinder haben will usw., dann wirst Du mit Verwunderung daran zurückdenken, dass Du Dich früher mal mit jemand so Verrücktem wie mir herumgetrieben hast. Leb wohl, Tove.“

### Erste Ehen und Familienleben
Ditlevsen war viermal verheiratet und hatte drei Kinder. Sie heiratete Männer, die als Schriftsteller oder wenigstens auch als Publizisten tätig waren.

#### Erste Ehe mit Viggo F. Møller

##### Veröffentlichungen in der Literaturzeitschrift Vild Hvede
Ihr erster Ehemann Viggo F. Møller war mehr als drei Jahrzehnte älter als sie. Der Kontakt zu ihm entstand auf Anraten des Lyrikers Lorentz Albeck, den sie im Frühjahr 1937 in einem Tanzlokal kennenlernte und der bereits mehrere Gedichte in der von Møller seit 1925 herausgegebenen Literaturzeitschrift Vild Hvede veröffentlicht hatte. Sie schickte Møller drei ihrer Gedichte, der eines davon veröffentlichte. So debütierte sie im September 1937 mit dem Gedicht Til mit døde barn in der Vild Hvede.
Trotz ihrer bescheidenen Bildung veröffentlichte Ditlevsen mit Hilfe von Viggo F. Møller in ihren frühen Zwanzigern Poesie. Gleichzeitig nahm sie verschiedene Tätigkeiten an, darunter als Dienstmädchen, Büroangestellte und Sekretärin. Viggo F. Møller arbeitete in einem Versicherungsbüro und war nur in seiner Freizeit Autor und Redakteur der Vild Hvede, dem damaligen Forum für junge dänische Literatur wie auch Graphik. Im April 1940 heirateten beide im Kopenhagener Rathaus. Tove zog in seine sehr große Parterrewohnung mit mehreren Wohnzimmern, Zentralheizung und einem Badezimmer mit Dusche in der Straße Under Elmene (in der Nähe des Amager Boulevards) auf die teilweise zu Kopenhagen gehörende Insel Amager und wechselte damit in einen für die damalige Zeit beachtlichen Komfort. Sie schrieb später über diesen Schritt:

„Ich verließ für immer mein fragiles, mittelfristiges Dasein als unterbezahlte Bürokraft in einer Welt von Arbeitslosen und trat in eine neue Phase meines Lebens ein.“

Sie fand zwar so einen Weg aus den beengten Verhältnissen in das akademische Umfeld, die Ehe hielt jedoch nicht lange.

##### Unge Kunstneres Klub

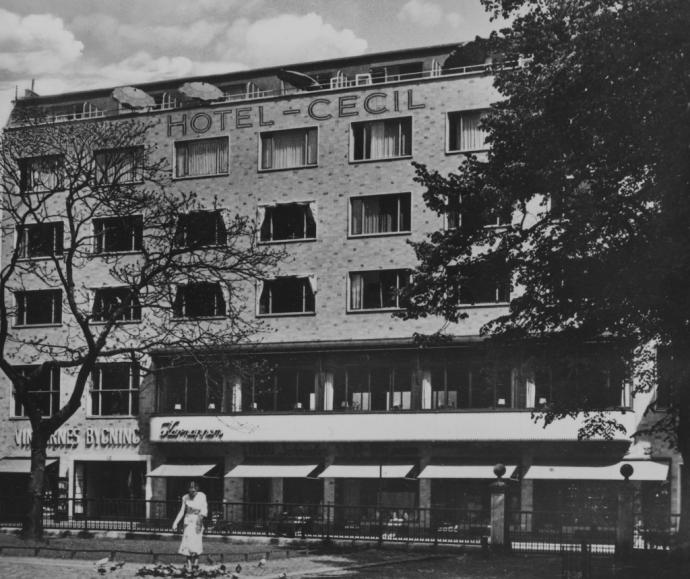
Das 1936 eröffnete Kvindernes Bygning (Haus der Frauen) in der Niels Hemmingsens Gade.

Karl Roos

Auf den Rat ihres Mannes hin gründete sie den Unge Kunstneres Klub (Klub der jungen Künstler) und wurde dessen Vorsitzende. Mitglied wurden unter anderem Sonja Hauberg und ihre Freunde Morten Nielsen, Ester Nagel, Halfdan Rasmussen, Lis Thørbjornsen und Ib Spang Olsen sowie ihr späterer Freund Piet Hein. Zur Gründungsveranstaltung am 7. November 1940 erschienen etwa 25 Personen, und der Literaturwissenschaftler und Kritiker Niels Kaas Johannsen hielt einen Vortrag über junge Künstler in Dänemark. Die Vollversammlungen des neuen Klubs fanden häufig im Ballsaal des Kvindernes Bygning (Haus der Frauen) in der zentral gelegenen Niels Hemmingsens Gade statt. Dort referierten etablierte Künstler wie der Schriftsteller Hans Christian Branner, der Dramatiker Sven Clausen und der Regisseur Karl Roos. Tove Møller suchte hier Freundschaften unter Gleichaltrigen und wurde die Geliebte von Piet Hein, damals der Vorsitzende der Vereinigung Frisindet Kulturkamp (Freisinniger Kulturkampf), der nicht nur pointierte Kurzgedichte schrieb, sondern auch Möbel entwarf.

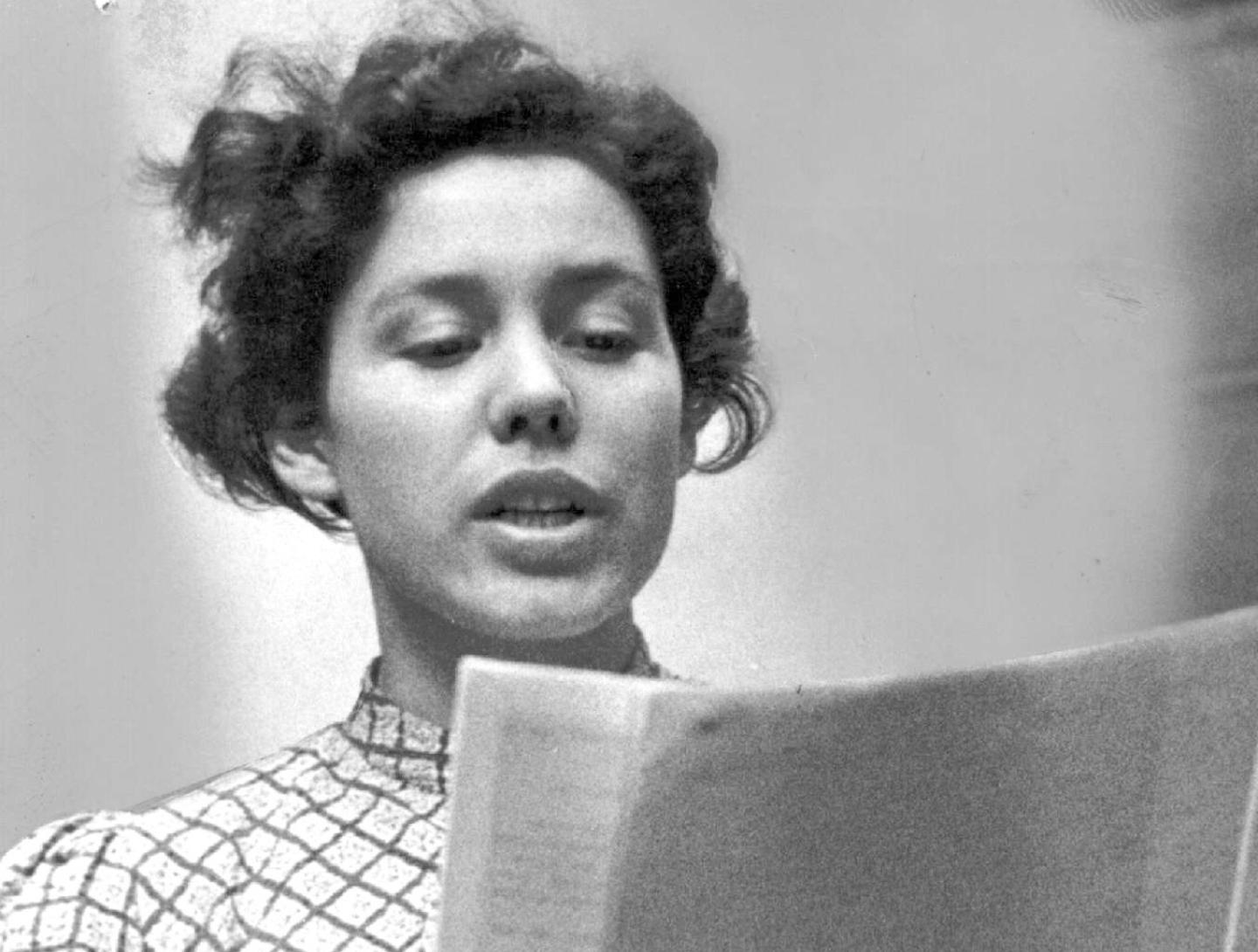
Sonja Hauberg
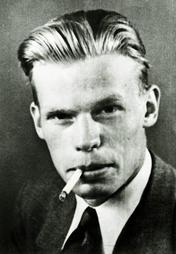
Morten Nielsen
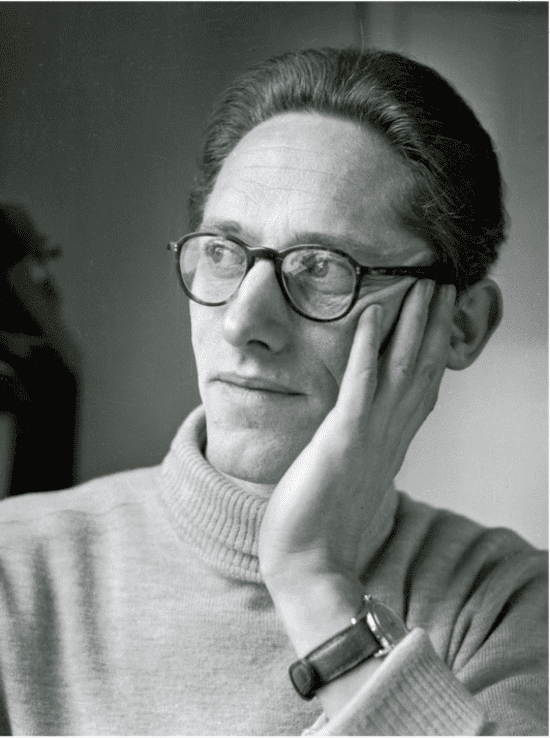
Halfdan Rasmussen

Inspiriert von ihrer Affäre mit dem Künstler Piet Hein schrieb sie einmal:

„Es gibt zwei Männer in der Welt, die

ständig meinen Weg kreuzen,

der eine ist der, den ich liebe,

der andere liebt mich.“

##### Veröffentlichungen im Verlag Athenæum

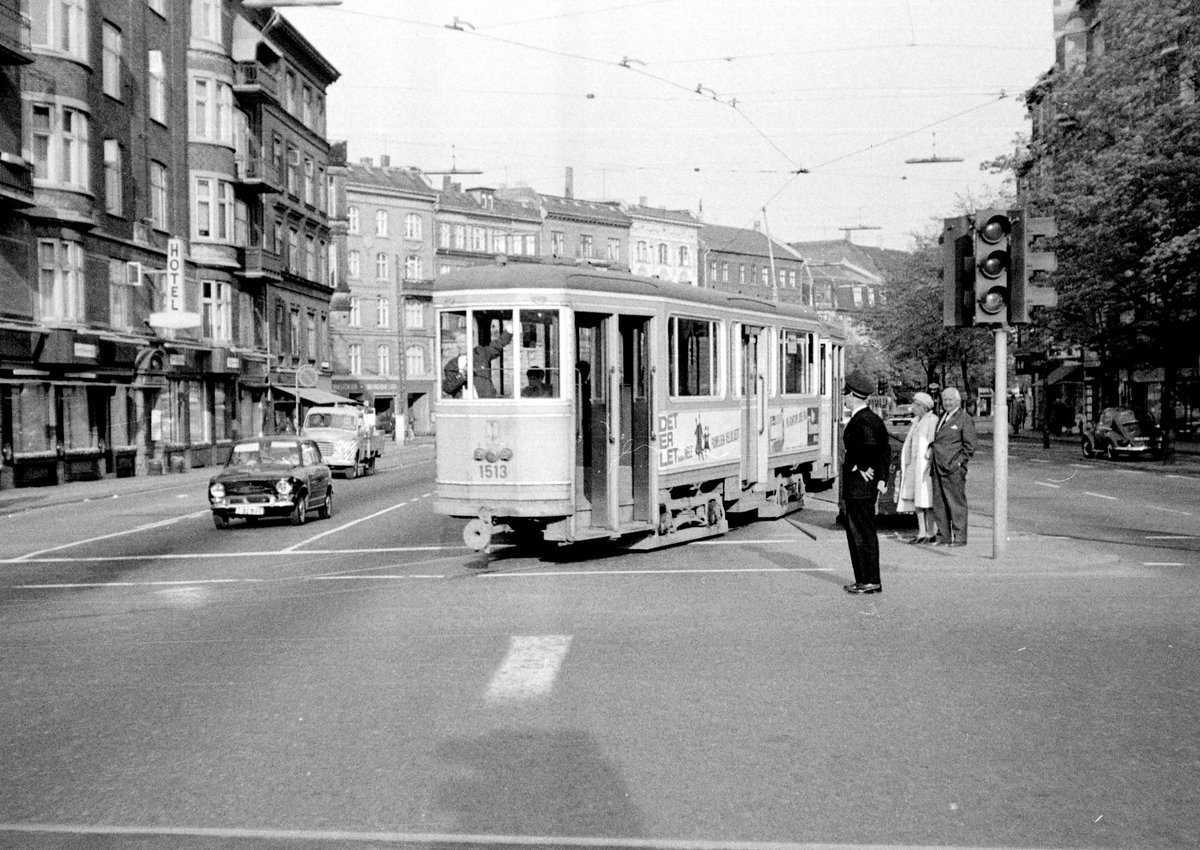
Åboulevarden (historische Aufnahme).

Piet Hein drängte Tove Møller, ihren Mann zu verlassen. Im Herbst 1941 erlitt sie einen Nervenzusammenbruch. Daraufhin arrangierte Viggo Møller eine Einweisung in die Hareskov Kuranstalt. Er bezahlte den Aufenthalt in der Hoffnung, seine Frau halten zu können. Aber der behandelnde Psychiater Einar Geert-Jørgensen (* 1898) riet ihr, ihren mehr als doppelt so alten Mann zu verlassen. Sie kehrte nicht in die gemeinsame Ehewohnung zurück, sondern zog in die Pension Solborg am Kopenhagener Åboulevard, damals eine der belebtesten Straßen der Stadt. Hier entstanden vor allem viele Kurzgeschichten und Novellen, darüber hinaus wieder Gedichte und kurze Gelegenheitsprosa, die teilweise im Feuilleton und auf den Kulturseiten der Tageszeitungen und Sonntagsmagazine veröffentlicht wurden. Auch schrieb sie in der Pension mehrere Kapitel ihres neuen Romans Barndommens gade (Straße der Kindheit), der 1943 im Verlag Athenæum erschien. Der große Erfolg dieses Romans motivierte den Verlag dann auch zur Publikation ihrer Kurzgeschichten. Diese erste Kurzgeschichtensammlung wurde unter dem Titel Den fulde Frihed (Die volle Freiheit) veröffentlicht, worin sie sich auch mit der Freiheit in einer emotional verpflichtenden Beziehung wie ihrer Ehe auseinandersetzte. Athenæum hatte 1941 bereits mit Man gjorde et barn fortræd (Da wurde das Kind verletzt) Tove Møllers Romandebüt veröffentlicht, das noch nicht so gut vom Publikum angenommen wurde, und entwickelte sich so mit der Zeit zu ihrem damaligen Hausverlag.

#### Zweite Ehe mit Ebbe Munk

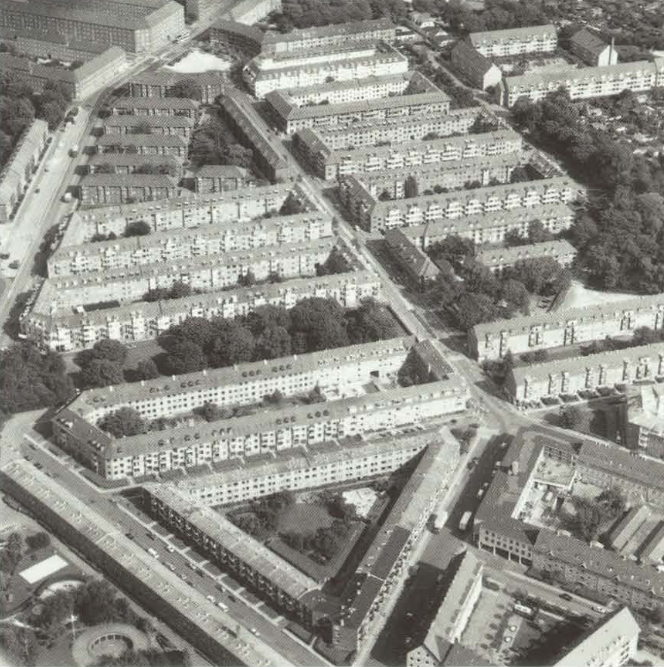
Das Musikerviertel in Kopenhagen um 1940. Der Tartinisvej (ihre Wohnung ab Herbst 1942; ganz oben rechts im Bild; nach Giuseppe Tartini) ist eine Seitenstraße des Wagnersvej (er schneidet die rechte obere Ecke ab) - die zentrale Straße auf diesem Bild ist der Mozartsvej, der auf den Mozarts Plads führt (ihr Unterschlupf ab Frühjahr 1942; oben links im Bild).

Ende 1941 traf sich eine Gruppe junger Menschen regelmäßig in den Stunden der Verdunkelung in der sehr großen Wohnung eines Architekten-Ehepaares im Kopenhagener Stadtteil Sydhavnen, um die schwere Zeit zu vergessen, zu tanzen, zu trinken und für die Nacht einen Sexualpartner zu finden. Mittelpunkt dieser Ausschweifungen mitten im Zweiten Weltkrieg war der ein Jahr ältere Politikstudent Ebbe Munk (1916–1970), mit dem Tove Møller bereits ab der ersten Nacht schlief, in der sie an diesen Vergnügungen teilnahm. Sie war als Femme fatale in einem langen schwarzen glänzenden Abendkleid und schwarzen Seidenstrümpfen erschienen, zu denen sie ein brennend rotes mondänes Halstuch und eine damals moderne Baskenmütze trug.
Kurz vor Silvester 1941 unterschrieb Ebbe Munk eine gerichtliche Erklärung, dass er zu Tove Møller eine regelmäßige sexuelle Beziehung unterhielt. Damit war die Scheidung für sie möglich geworden, nach der sie im Frühjahr 1942 zu Ebbe Munk in dessen Zimmer bei seiner Mutter am Mozarts Plads in Sydhavnen zog. Sie brachte aus ihrer Ehe nur ihre Schreibmaschine und ihren Foxterrier Nick mit, der ihr von Viggo F. Møller statt einem Kind geschenkt worden war.
Das Paar heiratete bereits am 12. September 1942 – nur ein halbes Jahr nach Toves Scheidung – im Kopenhagener Rathaus und zog daraufhin in eine Zweizimmer-Parterrewohnung mit Vorgarten im unweit vom Mozarts Plads gelegenen Tartinisvej.
Im November 1942 erschien Tove Munks Gedichtsammlung Lille Verden (Kleine Welt), ebenfalls in ihrem damaligen Hausverlag Athenæum. Das junge Ehepaar wurde zu diesem Anlass von einer Kopenhagener Zeitung interviewt. Ebbe Munk befürchtete in diesem Interview gerade einmal zwei Monate nach der Hochzeit:

„Dass die Ausgaben die Einnahmen übersteigen und man sich zu viel Arbeit und Geselligkeit aufbürdet. Dass man keine Zeit mehr hat, Mensch zu sein, und einander vergisst. Muss dadurch bekämpft werden, dass man mit seinen Ausgaben, seiner Arbeit und seinem Umfeld sparsamer umgeht.“

Es lag aber an ihm selbst, dass es der Familie finanziell nicht gerade rosig ging. Er war nicht in der Lage, sein Studium zu beenden; sie lebten deshalb von Toves regelmäßigen Einkünften als Autorin und freie Journalistin.
Im Jahr darauf bekam sie ihre Tochter Helle Munk (1943–2008). Helle wurde als Kind einerseits vernachlässigt, sie wuchs in chaotischen Verhältnissen auf. Doch ihre Mutter gab ihr zugleich auch Halt. Die Tochter schrieb später:

„Bis zu meiner Pubertät war meine Mutter das Licht meines Lebens. Ich hatte keine Geheimnisse vor ihr. Doch sie war nicht nur das Licht, sie musste auch beschützt werden.“

Ein zweites Kind ließ Tove Munk abtreiben. Sie trug die finanzielle Last der dreiköpfigen Familie mit ihrem literarischen Schaffen allein. 1943 erschienen der Roman Barndommens gade (Straße der Kindheit) in ihrem Hausverlag Athenæum und die Gedichtsammlung Digte til mor og barn, 1944 ihre erste Kurzgeschichtensammlung Den fulde Frihed, ebenfalls bei Athenæum. 1945 musste sie bereits den Privatdruck København in einer Auflage von 200 Exemplaren auflegen, um in diesem Befreiungsjahr finanziell über die Runden zu kommen. Ein Lichtblick war für sie, dass 1945 einige ihrer besten Gedichte in die Anthologie Der brænder en Ild des ältesten und größten dänischen Verlages Gyldendal in Kopenhagen aufgenommen worden. Damit hatte Tove Munk dort den Fuß in der Tür, Gyldendal wurde später (1971) sogar ihr Hausverlag. Zu diesen literarischen Veröffentlichungen kam noch eine unübersehbare Zahl an Artikeln, Kurzprosa und Gedichten für die Presse. Dieses finanziell sehr einträgliche Verhältnis zur Presse zwang sie zu Zugeständnissen, welche sie im Gedicht des Tages 1943 in der Literaturzeitschrift Vild Hvede so beschrieb:

„Wir brauchen in dieser verrückten Zeit,

sagte Redakteur W.A.H.N. Sinn,

gute Laune und ein großes, gesundes Gelächter,

damit die Leute Rationierungen und Steuern vergessen.“

#### Dritte Ehe mit Carl Theodor Ryberg

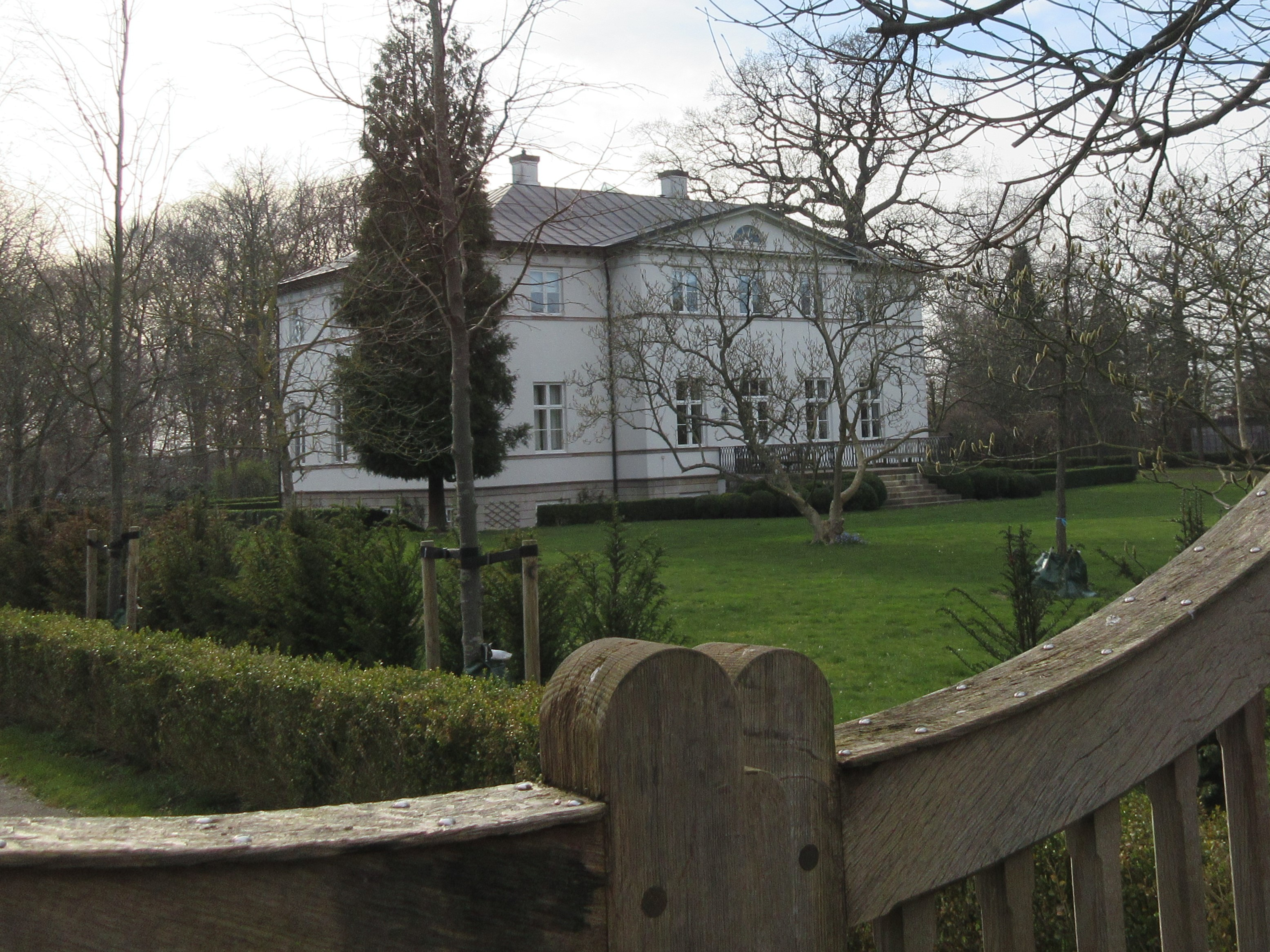
Frederikslund in Holte, 1945 Studentenwohnheim.

Bei einem Fest im Studentenwohnheim Frederikslund in Holte (dem nördlichsten Bezirk im Großraum Kopenhagen) lernte sie im Herbst 1945 den fast gleichaltrigen und ebenfalls verheirateten Mediziner Carl Theodor Ryberg (1918–1962) kennen und wachte am nächsten Morgen in dessen Bett auf. Carl Theodor Ryberg war zu diesem Zeitpunkt Wissenschaftler am Biochemischen Institut der Universität Kopenhagen. Dieser Fehltritt hatte Folgen, und schon zwei Monate später waren sie miteinander verheiratet.
Die ungewollte Schwangerschaft wurde durch Ryberg unterbrochen, der Tove dabei eine Spritze gab. Sie berichtet darüber in ihrem Erinnerungs-Roman Gift (Abhängigkeit):

„‚Wenn ich wiederkomme‘, sagte sie langsam, ‚bekomme ich dann noch so eine Spritze?‘ Er lacht laut und reibt sich das vorstehende Kinn. ‚Tja‘, sagt er, ‚wenn es dir so gut gefallen hat? Du hast ja nun wirklich nicht das Zeug zur Drogensüchtigen.‘“

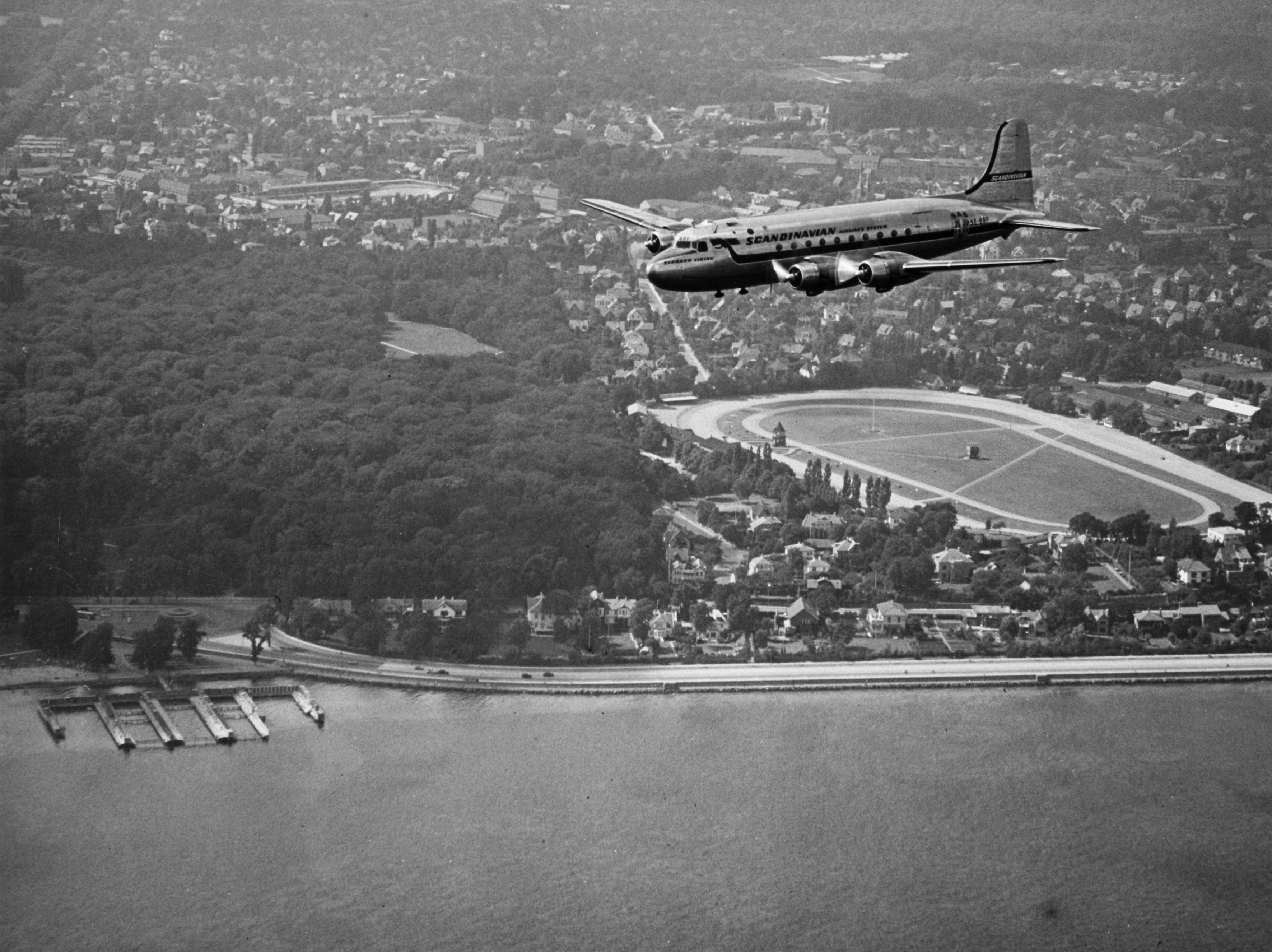
Charlottenlund am Öresund um 1950.

Um ihrem zukünftigen Mann und vor allem seinem Zugang zu verschiedensten schmerzstillenden Stoffen näher zu sein, zog Tove Munk mit ihrer Tochter Helle Munk in eine Pension nach Charlottenlund am Öresund, einem sehr wohlhabenden nördlichen Bezirk im Großraum Kopenhagen. Schon bald wurde sie erneut schwanger, doch diesmal entschied sie sich für das Kind, um Ryberg noch fester an sich zu binden. Nach der Scheidung und ihrer dritten Hochzeit im Kopenhagener Rathaus am 26. November 1945 zog sie als Tove Ryberg zu ihm.

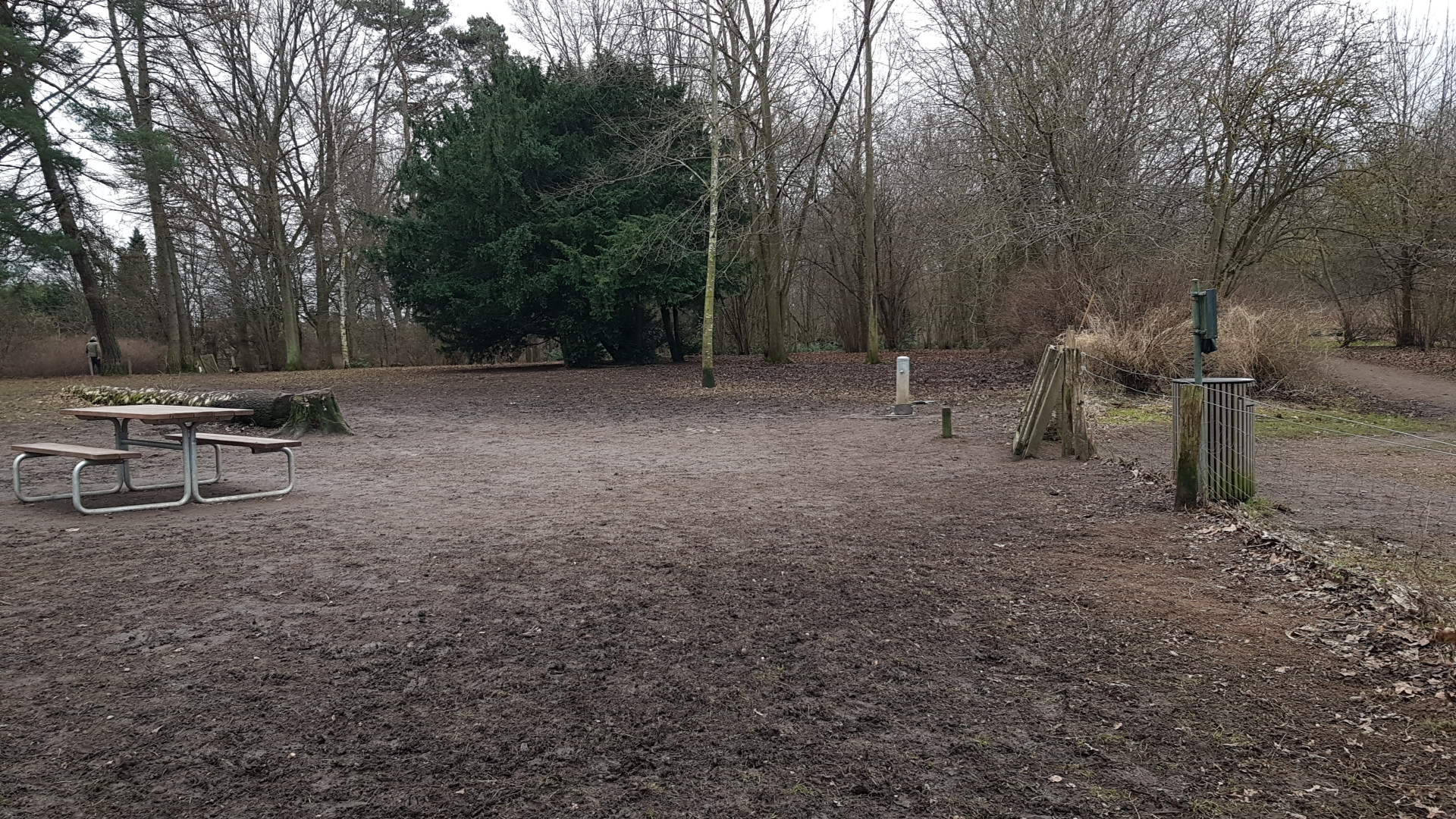
Typische Vorstadt-Idylle in Dyssegård (Dyssegårdparken Hundeskov) in der Gentofte Kommune, der reichsten Kommune Dänemarks, im Speckgürtel von Kopenhagen.

Die Familie lebte bis 1950 in der Villa Ewaldsbakken 34 im wohlhabenden Kopenhagener Vorort Dyssegård. Tove adoptierte Anfang 1946 Rybergs damals von dessen geschiedener Ehefrau geborene Tochter Trine Ryberg. Von Carl Theodor Ryberg bekam sie am 16. Juli 1946 in einer Kopenhagener Entbindungsstation ein weiteres Kind, Michael. Nach eigener Aussage heiratete sie den Arzt Ryberg nur, weil er sie mit Pethidin versorgen konnte, jener Substanz, von der sie abhängig wurde, als sie ihn kennenlernte. Das Leben in Dyssegård entsprach einerseits Ditlevsens Traum vom bürgerlichen Leben, doch dieser Traum war durch ihre Drogenabhängigkeit trügerisch. Der Erfolg als Schriftstellerin und Ehen mit Akademikern hatten zwar die Kindheit in weite Ferne gerückt, die nur mehr in der Erinnerung existiere, doch gleichsam zeigten sich für Ditlevsen die Konflikte des weiblichen Daseins als Desillusionierung in Ehe und Mutterschaft.
Die Ehe mit Ryberg endete chaotisch und sie wurde in eine psychiatrische Klinik eingeliefert, wo sie versuchte, sich von gewalttätigen Misshandlungen zu erholen. Das Frühjahr und den Sommer 1947 verbrachte sie in der Klinik. Dieser Aufenthalt fruchtete aber nicht. Sie musste 1949 erneut wegen ihrer Drogenabhängigkeit zwangseingewiesen werden, weil sie auf 30 Kilogramm abgemagert war. Aber auch ihr Mann Carl Ryberg musste Ende der 1940er Jahre mehrmals wegen Schizophrenie und Zwangsvorstellungen zur Behandlung eingewiesen werden. In ihrem Erinnerungs-Roman Gift (Abhängigkeit) schreibt sie, Ryberg hätte sie in den Tunnel der Drogenabhängigkeit gelockt, weil er Sex mit absolut passiven Frauen bevorzugte. Carl Theodor Ryberg konnte sich zeitlebens nicht von seiner Schizophrenie und seinen Zwangsvorstellungen befreien, weswegen er im Jahr 1962 mit dreiundvierzig Jahren freiwillig aus dem Leben schied.

### Eheleben mit Victor Andreasen

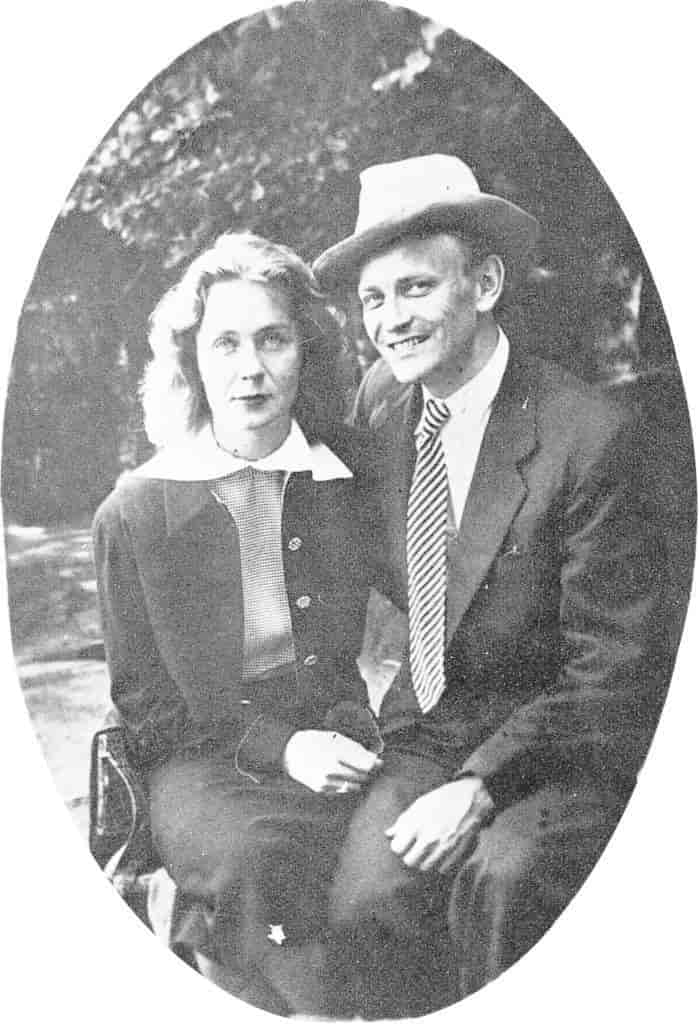
Tove Ditlevsen und Victor Andreasen (1951)

Bald schon verliebte sie sich in den Beamten Victor Andreasen (1920–2000). Dieser war ein eifriger Lyrikleser und bewunderte Tove Rybergs Gedichte. Im Juli 1950 überredete er während einer Tour durch das Kopenhagener Nachtleben einen Freund, der Tove Ryberg kannte, bei ihr zu Hause in der Villa Ewaldsbakken 34 in Dyssegård anzurufen. Bei dem Besuch am nächsten Tag fiel er vor ihr auf die Knie und küsste platonisch sogar ihre Knöchel, weil sie für ihn die Vollendung der weiblichen Schönheit war. Er befreite sie unter großen Mühen erst einmal temporär von ihrer Drogenabhängigkeit. 1950 war er Sekretär in der Statistikabteilung bei Danmarks Statistik, arbeitete nebenbei aber auch für die Finanstidende (Finanzzeitung).

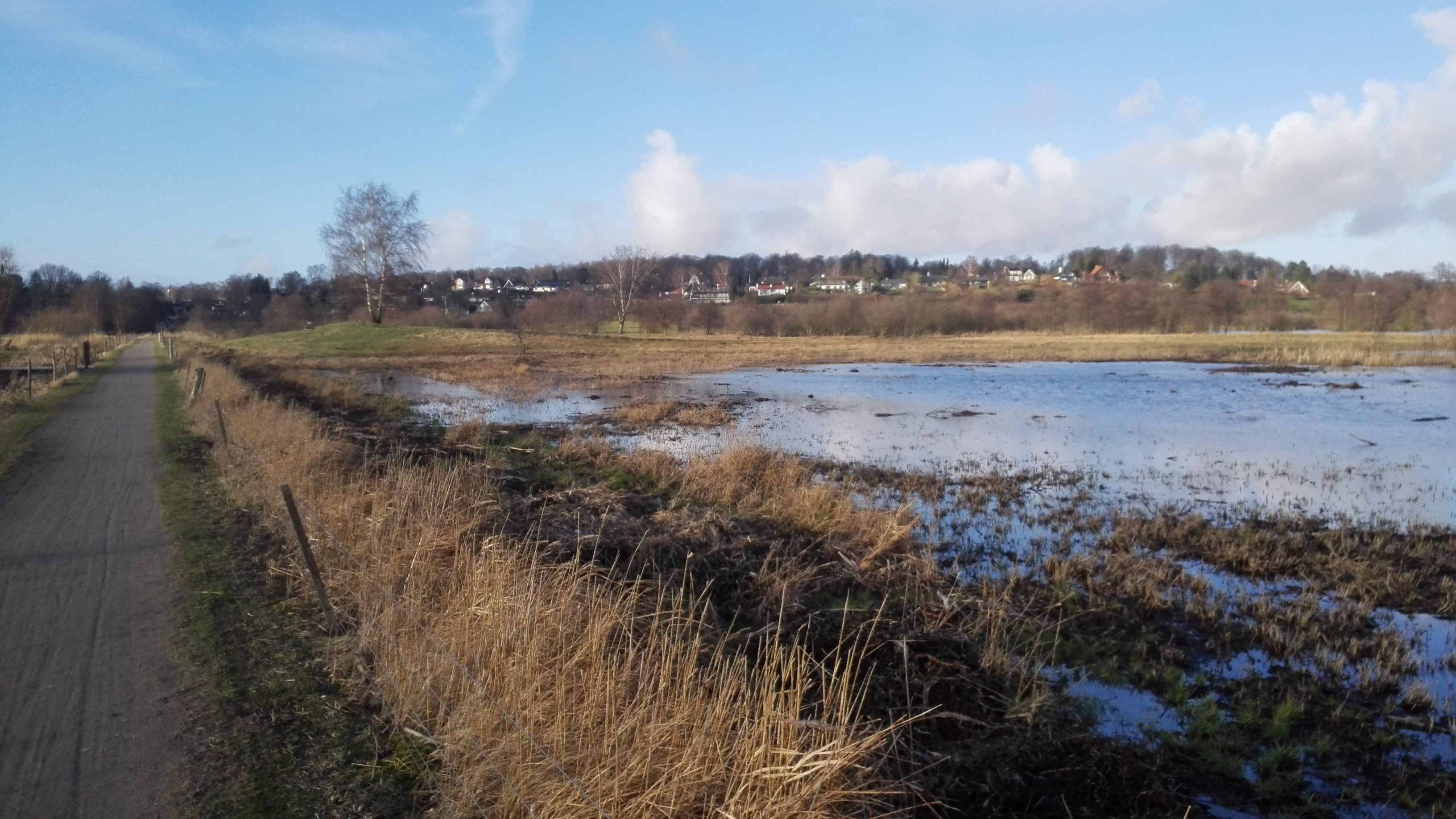
Blick auf das Viertel Bistrup von Birkerød.

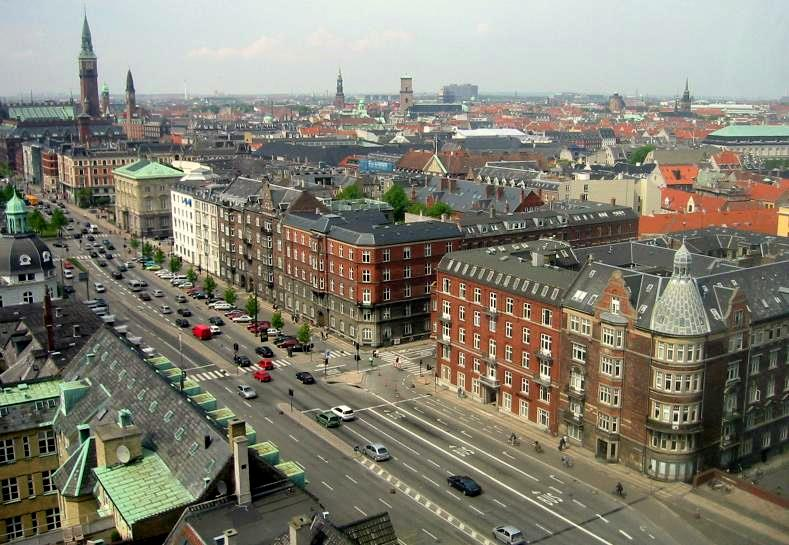
H.C. Andersens Boulevard, im Hintergrund links Rådhuspladsen mit dem Kopenhagener Rathaus.

Die Ehe mit ihm war ihre längste; sie dauerte von 1951 bis 1973. 1951 kaufte das Paar ein großes, gelbes, baufälliges Haus mit sechs Zimmern und 2.500 m² Brachland als Garten am Bistrupvej 44 in Birkerød auf der Insel Seeland, wo es bis 1962 lebte, als es in eine sehr große und sehr repräsentative Wohnung am H.C. Andersens Boulevard nach Kopenhagen zog. In dieser Villa wurde auch im September 1954 ihr gemeinsamer Sohn Peter Ditlev geboren, und Tove Ditlevsen schrieb hier einige ihrer bekanntesten Werke. Andreasen war von 1963 bis 1976 als Chefredakteur von Ekstra Bladet tätig, einer großen dänischen Boulevardzeitung.
Andreasen war ihre große Leidenschaft, aber die beiden Menschen zermürbten sich gegenseitig. Sie war mehr Beobachterin als Teilnehmerin und brauchte einen Ort, an den sie sich zurückziehen konnte, um ihren eigenen Gedanken nachzuhängen, und gleichzeitig wusste sie, dass es ihren Mann störte, aus ihrem kreativen Raum verbannt zu sein. Ihr Liebesleben war von Verlangen, Träumen von einem normalen Familienleben und dem Bedürfnis nach Bestätigung geprägt, und sie schilderte, wie Untreue als Waffe in den zermürbenden Machtkämpfen eingesetzt werden konnte, die sie mit Andreasen führte. Trotz ihrer modernen Ansichten über freie Liebe und Ehe fühlte sie sich oft im Widerspruch zu den traditionellen gesellschaftlichen Erwartungen. Die Stärken und Schwächen ihres Lebens fasste Ditlevsen wie folgt zusammen:

„Ich kann nicht: Kochen, mich um andere kümmern, Blumen anrichten, bei einem Mann bleiben, am Elternabend Interesse vortäuschen, aufhören zu rauchen, zu trinken, Schokolade zu essen, zu verschlafen, an den Fingernägeln zu kauen, merkwürdige Orte und Psychopathen zu lieben. Ich kann: Alleine sein, Bücher lesen, formulieren, zuhören, und ich kann glücklich sein, ohne Schuldgefühle.“

Andreasen und ihre Mutter ähnelten sich unheimlich, wie Ditlevsen feststellte, und trugen beide sowohl etwas Leidenschaftliches und als auch etwas Katastrophales in sich. Sie beschrieb ihren Mann einmal als „einen hochbegabten Psychopathen“. Sven Ove Gade, Andreasens Nachfolger als Chefredakteur der Zeitung Ekstra Bladet, zeichnete in einem Buch ein unsympathisches Bild von Victor Andreasen, dessen Methoden zynisch gewesen seien, der von Ehrgeiz und innerer Unruhe getrieben war und der eine Verachtung für seine Leser und seine Umgebung hatte. Im Jahr 2023 erklärte Ditlevsens Enkelin, dass ihre Mutter Helle Munk zwischen ihrem 15. und 19. Lebensjahr von Andreasen systematisch sexuell missbraucht worden sei, das Ausmaß des Missbrauchs Tove Ditlevsen zu Lebzeiten vermutlich aber nicht bekannt war, wohl aber mindestens ein Vorfall. Offenbar zeigte sich Ditlevsen darüber aber nicht schockiert und hat die Tochter später als „Rivalin“ bezeichnet. Andreasen starb im Jahr 2000. Der seit 1980 jährlich gestiftete Medienpreis „Årets Victor“ wurde 2023 wegen der Vorwürfe letztmalig vergeben.

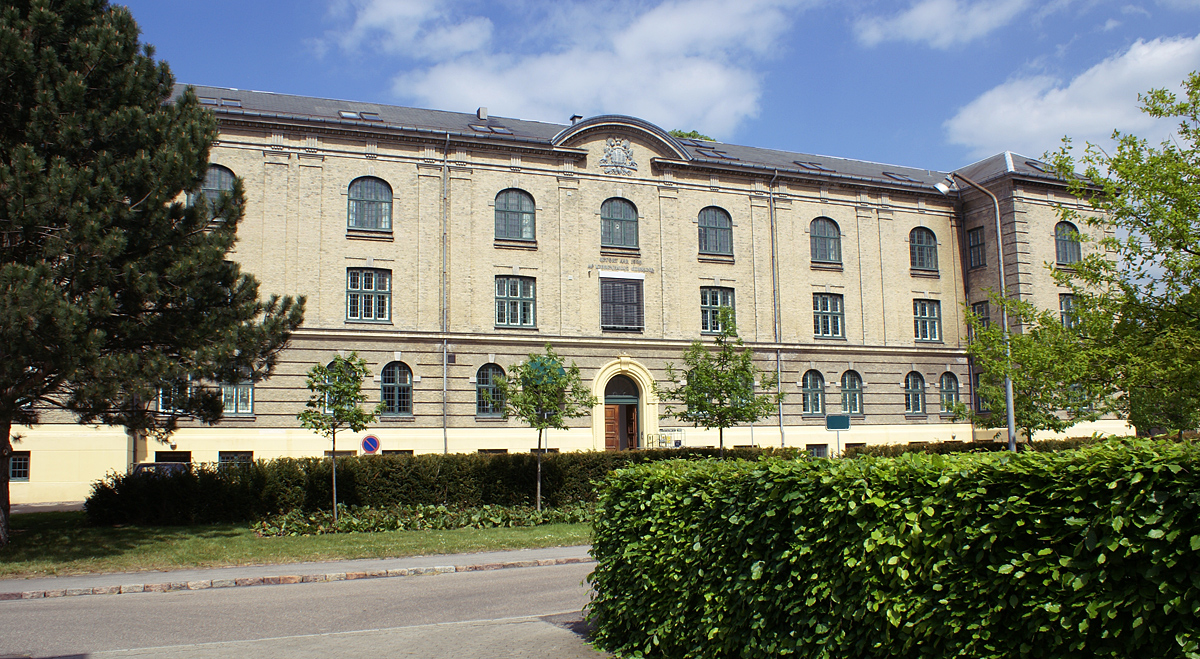
Psykiatrisk Center Sct. Hans, Fjordhus von 1872. Zur Zeit von Tove Ditlevsens Aufenthalten hatte die Klinik 1.500 Insassen, getrennt in ein Krankenhaus für Männer und eins für Frauen.

Auch in ihrer vierten Ehe musste Tove Andreasen psychiatrisch behandelt werden. Sie hatte mehrere mentale Zusammenbrüche und verbrachte viel Zeit in der Psychiatrie. Die Einweisung in eine psychiatrische Klinik war für sie in mehrfacher Hinsicht eine Rettung, denn sie empfand sie als einen Zufluchtsort, an dem sie nicht nur körperlich und seelisch wieder auf die Beine kam, sondern an dem sie auch nach einer langen Schreibblockade tatsächlich etwas Wesentliches schreiben konnte. Ihre Angst vor dem weißen Papier formulierte sie einmal so: „Der Weg zur Schreibmaschine kann sehr lang und kompliziert sein“. Den Aufenthalt im Psykiatrisk Center Sct. Hans in Roskilde auf der Insel Seeland, wo sie die Bücher Kindheit und Jugend schrieb, bezeichnete sie als „die bisher glücklichste Zeit [ihres] Lebens“. Sie spekulierte über den Begriff der Normalität und stellte die entsprechende rhetorische Frage: „Hat man jemals einen Menschen gekannt, den man als normal bezeichnen würde?“
Künstlerisch wurden ihre Zusammenbrüche zu ihrer Stärke, denn im Krankenhaus konnte sie im wahrsten Sinne des Wortes Zuflucht in ihrem geheimnisvollen Zimmer suchen, in „der ungebrochenen Stille, die ich mir mein ganzes Leben lang gewünscht habe“ – und die Realität, die sie nicht kontrollieren konnte, in Kunst verwandeln.
Nach etwa dreißig Jahren Erfahrung mit dem System der Psychiatrie sympathisierte Tove Andreasen mit der Antipsychiatrie und deren wichtigem Vertreter Ronald D. Laing. So erklärte sie 1973 in einer Kolumne, dass „derjenige, der mit einer Gemütskrankheit auf eine kranke gesellschaftliche oder familiäre Gruppe reagiert, der mental Gesündeste der ganzen Gruppe ist.“
Schon um 1970 thematisierte sie dies unter der Überschrift „Wer ist normal?“ in verschiedenen Zeitungsartikeln, wo sie erklärte, dass der größte Teil der Zuschriften an den Kummerkasten des Familie Journal von verzweifelten Frauen käme, die normal sein wollten, obwohl es dafür keine endgültige Definition gab.
Bereits in ihrem 1968 erschienenen Roman Ansigterne (Gesichter) stellte sie den Normalitätsbegriff und den psychiatrischen Behandlungsapparat in Frage und äußerte Ronald D. Laings rhetorische Frage: „Wer sind die Verrückten, wer die Normalen?“
Trotz aller Skandale oder gerade wegen diesen gehörte das Ehepaar Tove und Victor Andreasen in den 1950er- und 1960er-Jahren zur Prominenz in Dänemark, über die regelmäßig berichtet wurde.

### Tod
Die Scheidung von ihrem Mann im Januar 1973 führte bei Ditlevsen zu einem Nervenzusammenbruch. Schon die Trennung Ende 1971 verstärkte ihre Depression, und ihr Leben, das immer der Rohstoff für ihre Poesie gewesen war, wurde leer. Sie zog nur ein paar Häuser weiter in eine kleinere und bescheidenere Wohnung mit nur acht Zimmern, nur wenige Nummern von der hochherrschaftlichen Ehewohnung am H.C. Andersen Boulevard entfernt.

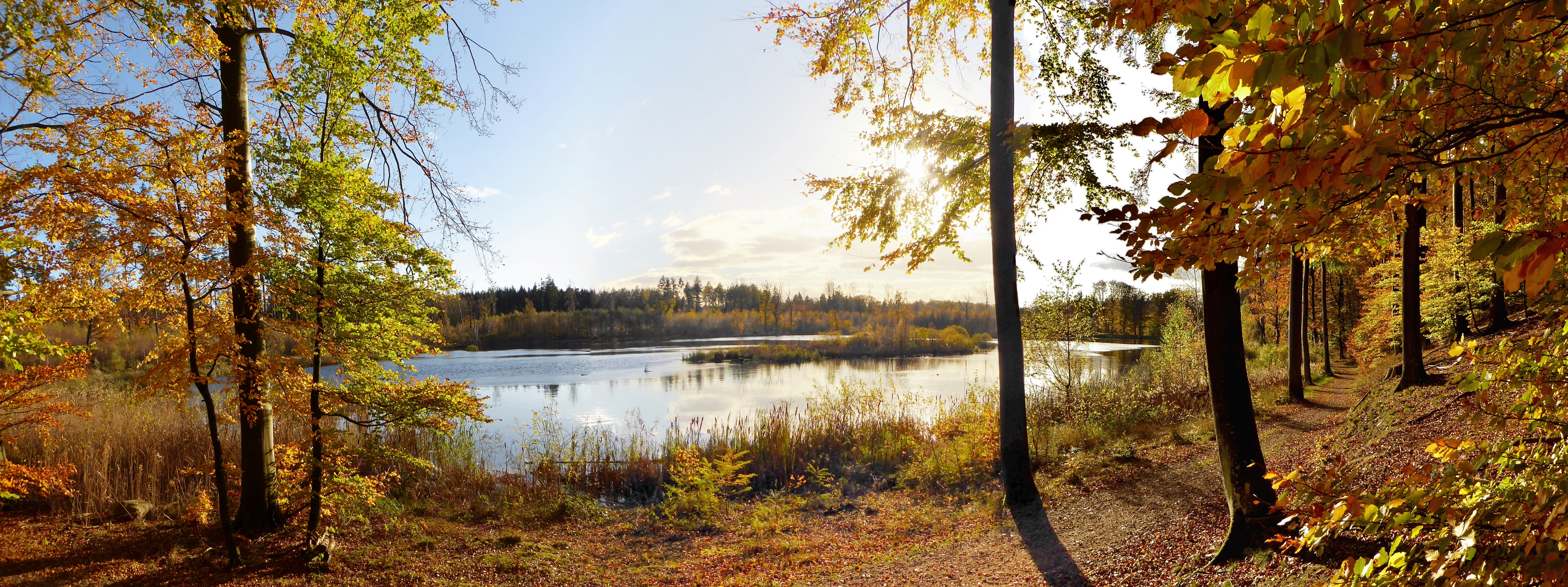
Der Staatsforst Rude Skov in der Gemeinde Birkerød. Tove und Victor Andreasen lebten von 1951 bis 1962 in dieser Gemeinde.

Sie versuchte bereits im Jahr 1974 sich im Rude Skov, einem Wald nördlich von Kopenhagen, das Leben zu nehmen, konnte aber noch rechtzeitig gefunden werden. Sie überlebte ironischerweise aufgrund ihrer Angst vor der Natur, denn obschon sie sterben wollte, wagte sie es nicht, in den Wald zu gehen; also legte sie sich an den Rand, wo sie ein Hundebesitzer auffand. Sie beschrieb die Situation später so:

„Ich ruhte mich eine Viertelstunde aus, bevor ich mich an die letzte Arbeit machte, die ich ausführen musste. Was für eine unermessliche Ruhe auf diesem nassen Fleck des Waldbodens! Das unendliche Glück, nie wieder einen anderen Menschen auf der Welt sehen zu müssen. Der Regen wurde stärker, der strahlende Himmel von Kopenhagen war mir gefolgt, und kurz bevor sich nichts mehr ändern würde – ich lag nun auf dem Schlafsack – lösten sich die allerletzten Worte aus meinem Bewusstsein und verwandelten sich in etwas, das den müden, rissigen Tönen eines Leierkastens ähnelte.“

Sie schrieb danach noch den Roman Vilhelms værelse (1975). Er erregte mit seiner ungeschminkten Darstellung von Ehegeschichten und langjähriger Drogen- und Alkoholabhängigkeit großes öffentliches Interesse. Beschrieben wird eine stürmische Ehe zwischen einer Dichterin und einem Zeitungsredakteur, die von heftigen inneren Kriegen und ebenso heftigen Versöhnungen geprägt ist. Der Roman zeugt von einer verdorbenen, toxischen und gewalttätigen Beziehung zwischen zwei Erwachsenen, die sich in einer moralischen Abwärtsspirale zunehmend den Schattenseiten des jeweils anderen nähern. Unverkennbar sind die Parallelen zu Ditlevsens Ehe mit Victor Andreasen.
Sie starb schließlich durch eine Überdosis Schlaftabletten, die sie zwischen dem 4. und 7. März 1976 eingenommen hatte. Dies geschah in der Wohnung einer Freundin. Ihre Leiche wurde am 8. März gefunden. In ihrem Abschiedsbrief schrieb sie: „Es gibt mehr Grund zur Trauer über mein Leben als über meinen Tod.“

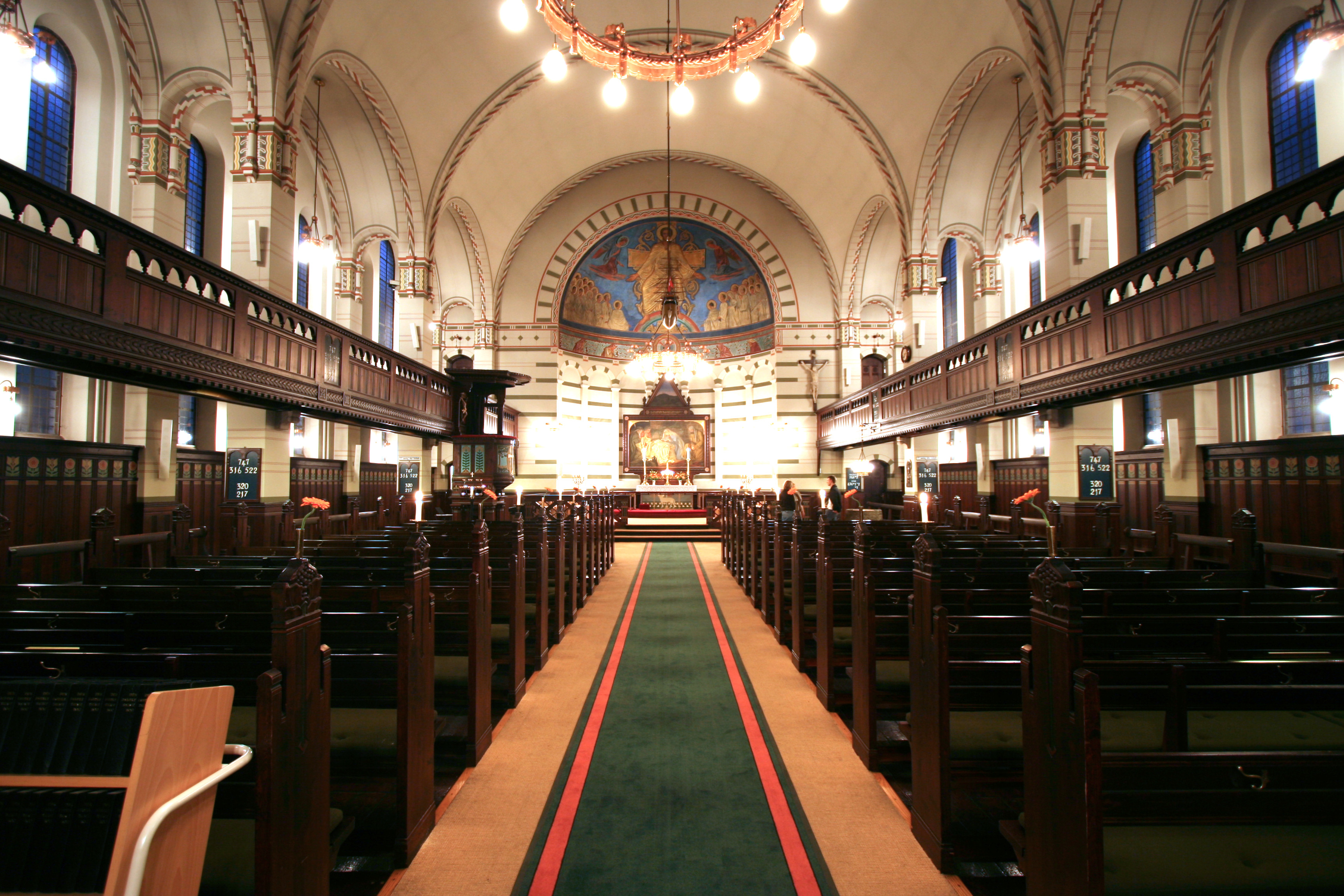
Der Ort der Trauerfeier.
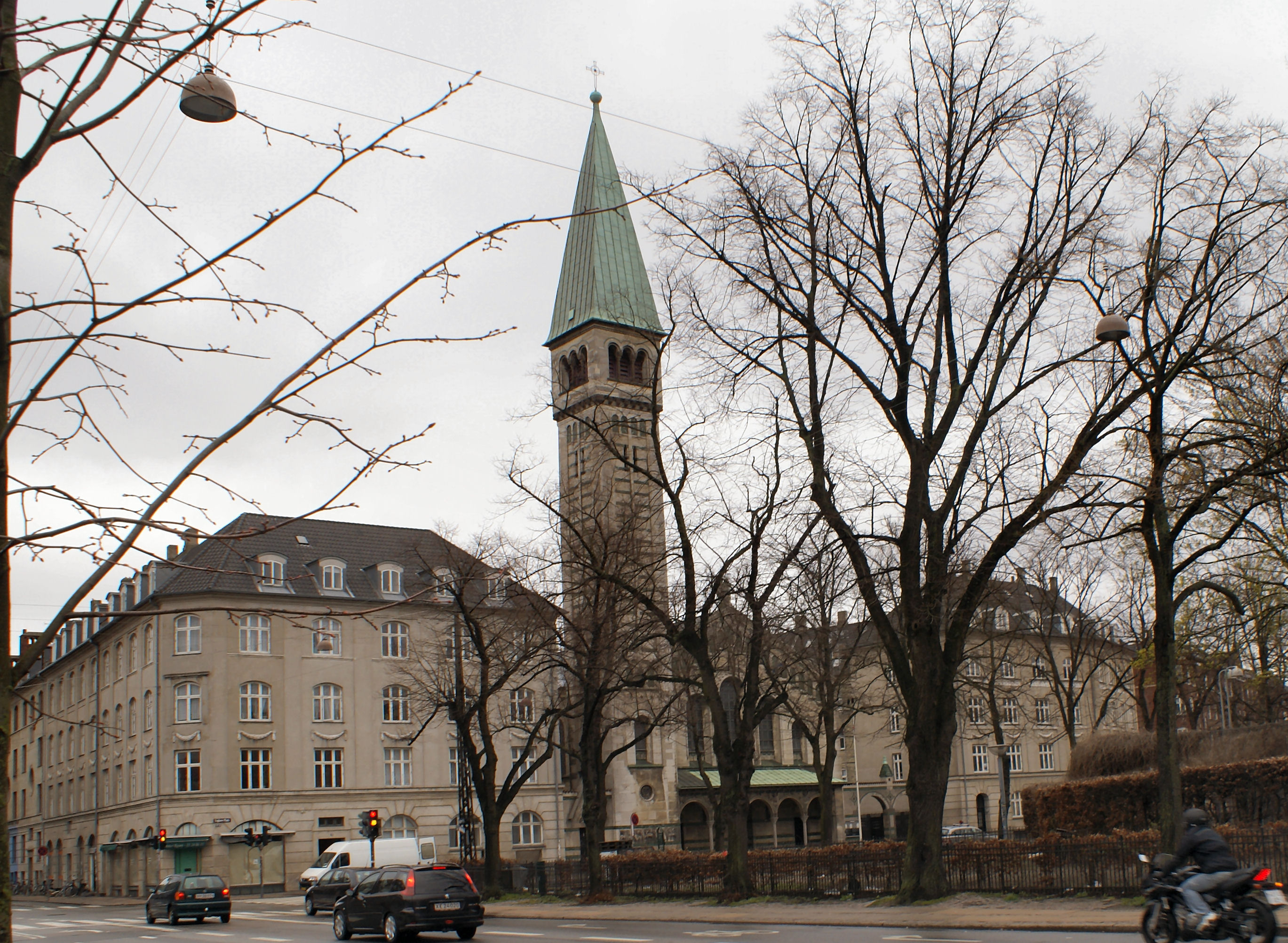
Auch vor der Christuskirche standen Hunderte.

Ihr von der Vesterbroer Christuskirche ausgehendes Begräbnis wurde von Hunderten von Menschen verfolgt, darunter vielen ihrer vorwiegend weiblichen Leser. Eine Zeitung berichtete damals:

„Bekannte und Unbekannte kamen in so großer Zahl, dass die Kirche die Trauergemeinde nicht fassen konnte. Der Enghave Plads wurde vorübergehend für den Verkehr gesperrt, während die vielen, die nicht in die Kirche gekommen waren, geduldig warteten, um sich zu verabschieden, als der Sarg nach der Trauerfeier zum Leichenwagen getragen wurde.“

Sie liegt neben ihrem Sohn Michael Ryberg auf dem Vestre Kirkegård in Kopenhagen begraben (Grab 23, Reihe 14, Abteilung 9). Zum Zeitpunkt ihres Todes war sie eine der meistgelesenen Schriftstellerinnen Dänemarks.

## Werk
Tove Ditlevsen veröffentlichte elf Bücher mit Gedichten, sieben Romane und vier Geschichtensammlungen. Sie begann ihre Karriere als Verfasserin von Gedichten und Romanen, wandte sich später aber Kinderbüchern, Memoiren und zahlreichen Beiträgen für ihre Kolumnen in der Zeitschrift Familie Journalen zu. Ihr literarisches Schaffen umfasste insbesondere Liebesgedichte und Psychiatrieprosa. Ihr Schreiben diente oft als Mittel, um den Herausforderungen ihres Lebens zu entkommen, einschließlich der Armut ihrer Kindheit und den Schwierigkeiten der Mutterschaft. „Ich schreibe am besten, wenn es etwas gibt, das mir in irgendeiner Weise Qualen verursacht hat. In der Idylle sehe ich für mich keinen Stoff.“ Sie vermochte es in ihren Texten, schwierige und komplexe menschliche Themen klar auszudrücken.
Trotz ihrer Popularität in Dänemark wurde Ditlevsens Arbeit oft von der literarischen Elite übersehen. Erst nach ihrem Tod wurde ihr literarisches Erbe zum Gegenstand von Debatten. In den 2010er-Jahren kam es zu einem deutlichen literarischen Comeback, das in Dänemark ein regelrechtes „tovefeber“ („Tove-Fieber“) ausgelöst hat. Durch Übersetzungen der Romane Barndom, Ungdom und Gift ins Englische (2019) und Deutsche (2021) und deren Vermarktung als „Kopenhagen-Trilogie“ breitete sich dieses „Fieber“ auch international aus. Nachdem Ditlevsen zu Lebzeiten vom dänischen Literaturbetrieb als Verfasserin des sozialen Realismus und der „Bekenntnisliteratur“ abgetan wurde, wird sie heute als eine der wichtigsten und einzigartigsten Stimmen der dänischen Literatur des 20. Jahrhunderts und als Vorläuferin von Karl Ove Knausgård, Annie Ernaux und Rachel Cusk gefeiert. Im Jahr 2015 fand ihr Werk Aufnahme in den offiziellen erweiterten Dänischen Kulturkanon und gehört heute zur Pflichtlektüre im Schulunterricht.

### Lyrisches Werk
Sie verstand sich in erster Linie als Lyrikerin und war tief in der dänischen Lyriktradition verwurzelt. Die Form ihrer Gedichte besteht oft aus vierzeiligen Strophen mit Endreimen, und die Bildsprache ist einer erkennbaren Welt entnommen. Die Form ihrer Gedichte trug zusammen mit einem umfangreichen Prosawerk zur ungewöhnlichen Verbreitung der Autorin bei. Die sprachliche Inspiration entstammte oftmals Psalmen, Märchen und der Literatur aus Dänemarks Goldenem Zeitalter, die sie in der Schule kennengelernt hatte. Ihre Lieblingsfigur war das Gleichnis.
Ihre erste Gedichtsammlung Pigesind erschien im Jahr 1939; es folgten Lille verden (1942) und Blinkende lygter (1947), die sich für Gedichtsammlungen in Dänemark bemerkenswert gut verkauften. Eine weitere Sammlung ist Kvindesind (1955). Gemein ist den Gedichtsammlungen der Fokus auf die Lebensphasen einer Frau, die Vergänglichkeit der Liebe und die Angst des Verlustes. In den Gedichtsammlungen De voksne (1969) und Det runde værelse (1973) gab Tove Ditlevsen ihre traditionelle Ausdrucksweise (u. a. Reim, Strophenlänge) auf. Die Motive sind nunmehr Angst, Tod und Einsamkeit sowie ein ausgeprägtes Gefühl, dass die Hölle nicht in den anderen innewohnt, sondern in einem selbst.

### Prosawerk
Ihre Prosa war oft dicht, pointiert und manchmal fast aphoristisch. Während bei anderen Autoren der Autofiktion, wie Karl Ove Knausgård, ein starker Detailreichtum vorherrscht, gelang es Ditlevsen eindrucksvoll prägnant und reduziert zu schreiben. Ihr Leben und ihre Literatur waren eng miteinander verflochten, wobei sie oft ungeschönte Realität in ihrer Prosa darstellte. Schreiben war oft ein Spiegelbild ihrer eigenen Erfahrungen, und sie glaubte, dass sie am besten schrieb, wenn sie über Dinge schrieb, die ihr Schmerzen bereiteten. Ditlevsens Lebensgeschichte und ihr literarisches Vermächtnis sind Zeugnisse ihrer Fähigkeit, sich durch das Schreiben aus den Widrigkeiten ihres Lebens zu befreien und ihre Realität auf eindrucksvolle Weise darzustellen. So äußerte sie:

„Daher muss ich mich Abschnitt für Abschnitt aus meinem Leben schreiben. Der Erkenntnisprozess kommt erst, wenn ich schreibe. Schreiben ist eine Flucht aus der unerträglichen Wirklichkeit.“

Ihre Romane und Erzählungen lassen sich dabei in zwei Gruppen einteilen: In der einen geht es um Kinder und Jugendliche, ihr Ringen um Selbstfindung und ihre verzweifelte Hoffnung, an der Liebe der Erwachsenen teilzuhaben; in der zweiten Gruppe geht es um Ehe- und Generationenprobleme.
Das ungezwungene Verhältnis der Arbeiterklasse zur Sexualität ist das Thema der Romane Man gjorde et Barn Fortræd (1941), in dem die Hauptfigur nach einem frühen sexuellen Übergriff mit einer Neurose zu kämpfen hat, und Barndommens Gade (1943), einer umfassenden sozialen Darstellung der Erziehung eines Mädchens aus dem Proletariat – einem weiblichen Gegenstück zu Martin Andersen Nexøs klassischen Werken. Letzterer trägt den deutschen Titel Straße der Kindheit und ist „ein in Dänemark schon klassisch gewordener Roman“. Der Roman erzählt die Geschichte des Proletariermädchens Ester, das in einer Straße in Vesterbro aufwächst und von dieser Straße im Guten wie im Schlechten geprägt wird. Der Roman wurde im Jahr 1986 von Astrid Henning-Jensen mit Sofie Gråbøl in der Rolle der Ester verfilmt. Das gleichnamige Gedicht Barndommens Gade wurde 1942 geschrieben und im gleichen Jahr in der Gedichtsammlung Lille Verden veröffentlicht, der Roman Barndommens Gade von 1943 steht jedoch nicht direkt im Zusammenhang mit dem Gedicht.
Die späteren Romane For Barnets Skyld (1946), Vi har kun hinanden (1954) und To som elsker hinanden (1960) sowie eine Reihe von Kurzgeschichtensammlungen handeln vom lieblosen und einsamen Leben der Frau in der Mittelklassefamilie.
Ansigterne (1968, deutsch Gesichter) ist ein Ehe- und Trennungsroman und gilt neben Gift (1971) als ihr stärkster Roman. Das Werk erzählt von einer psychotischen Kinderbuchautorin, einem literarischen Alter Ego Ditlevsens, und erforscht – durch eine literarisch anspruchsvolle Sprache geprägt – Themen wie Paranoia, Identitätsverlust und die verzerrte Wahrnehmung der Realität der Protagonistin, wobei es auch Ditlevsens eigene Erfahrungen mit der Literaturkritik ihrer Zeit widerspiegelt. Der Roman verwendet eindrucksvolle und fragmentierte Bilder von Gesichtern, um das zerrissene Selbst der Protagonistin und ihren Kampf als Schriftstellerin darzustellen, die versucht, ihre Karriere mit dem häuslichen Leben in Einklang zu bringen.
Der dänische Titel Gift (1971) ist doppeldeutig; er bedeutet sowohl „verheiratet“ als auch „Gift“ und das Werk handelt von ihren ersten drei relativ kurzen Ehen. Es zeichnet sich durch einen geradezu amoralischen Ton aus, der die schlimmsten Dinge beschreibt, als wären sie weder gut noch schlecht, und der weder Verurteilung noch Sympathie kennt. Gift löste einen Skandal aus und war, begünstigt durch die anhaltende Diskussion in der Presse, ein großer Verkaufserfolg. Doch auch die Familien von Ditlevsens Ex-Ehemännern Ebbe Munk und Carl Ryberg, über die Tove Ditlevsen sehr schonungslos schrieb, wurden durch Gift in Aufruhr versetzt, wovon sie sich jedoch unberührt zeigte. An einer Stelle in Gift drückt sie das so aus: „Wenn ich schreibe, nehme ich auf niemanden Rücksicht“. Sozialkritik findet sich bei ihr nie in einer direkten Aussage, sondern wird stets nur durch die Beschreibungen der unterschiedlichen Milieus, in denen sie sich bewegte, deutlich. In Gift wie auch in den anderen beiden Bänden der Erindringer (Erinnerungen) bediente sich Tove Ditlevsen eines knappen Stils: „Personen und Situationen werden mit wenigen Zügen intensiv gezeichnet“.
Im Jahr 2021 brachte der Aufbau Verlag drei autobiografische Romane Barndom (1967), Ungdom (1967) und Gift (1971) unter den Titeln Kindheit, Jugend, Abhängigkeit in der Übersetzung von Ursel Allenstein als Kopenhagen-Trilogie auf Deutsch heraus.
Im Jahr 2023 erschien auf Deutsch Böses Glück, eine Sammlung von Kurzgeschichten über den Alltag von Frauen im Arbeiterviertel, in denen ein wiederkehrendes Motiv der „Wunsch nach mehr“ ist.
Ein Beispiel für eine Kurzgeschichte aus dem Werk Ditlevsen ist Paraplyen (1952) aus der gleichnamigen Sammlung: Hierin kämpft die Protagonistin Helga, eine junge Frau aus der Arbeiterklasse, mit den Enttäuschungen ihres eintönigen Ehelebens, wobei der Wunsch nach einem Regenschirm, den sie seit ihrer Kindheit hegt, zu einem Symbol für ihre unerfüllten Träume und ihr Streben nach einem besseren Leben wird; als ihr Ehemann Egon ihren neu gekauften Regenschirm zerstört, spiegelt dies Helgas resignierte Akzeptanz ihrer begrenzten Lebensperspektiven wider.

### Kolumnen
Zusätzlich zum Schreiben von Belletristik war sie in den Jahren 1956–1976 als Kummerkastenkolumnistin bei der Zeitschrift Familie Journalen tätig und beriet in dieser Rolle Tausende von Frauen im ganzen Land mit ihren persönlichen und direkten Briefkastenantworten. Bei ihren Antworten kam ihr ihre große Menschenkenntnis über alle Klassenunterschiede hinweg deutlich zugute. In ihrer Kolumne namens Små hverdagsproblemer, die sich mit Alltagsproblemen von Frauen befasste, war sie eine sowohl pragmatische als auch einfühlsame Beraterin, welche die Briefeschreiberinnen direkt mit ihren Problemen konfrontierte und dabei wenig Sympathie für Selbstmitleid oder Unreife zeigte. Sie verstand es, ihre persönlichen Erfahrungen und Herausforderungen in ihrer vierten Ehe subtil in ihre Arbeit als Ratgeberin einfließen zu lassen. Im Laufe der Jahre verfasste Ditlevsen über 4.000 Antworten, die später auch in Buchform veröffentlicht worden sind.

## Auszeichnungen
Zwar war Ditlevsen Teil der Intellektuellenszene der dänischen Hauptstadt geworden. Doch in dem akademischen Kreis, dem sie angehören wollte, wurde sie zu Lebzeiten nie anerkannt, was ihr bis zu ihrem Tod zu schaffen machte. So war ihr der Große Preis der Dänischen Akademie nicht vergönnt, den sie sich stets gewünscht hatte. Ditlevsens eher konventioneller Schreibstil stand zu sehr im Widerspruch zum modernistischen Bruch der 1960er-Jahre, den die Akademie bevorzugte. Sie fremdelte mit der modernistischen Bewegung, obgleich sie persönlich mit vielen ihrer Vertreter befreundet war. In der Tat repräsentierte sie für die damaligen Literaturkritiker, die fast ausschließlich Männer waren, und Schriftsteller fast alles, was die Modernisten wie Klaus Rifbjerg, Jess Ørnsbo und Jørgen Sonne mit ihrem eher chaotischen Stil zerstören wollten.
Dennoch erhielt sie neben einigen Stipendien auch mehrere Literaturpreise:
- 1942 – Carl Møllers Legat
- 1942 – Emma Bærentzens Legat
- 1945 – Drachmannlegatet
- 1953 – Tagea Brandts Rejselegat
- 1954 – Emil Aarestrup Medaljen
- 1955 – De Gyldne Laurbær
- 1959 – Kulturministeriets Børnebogspris für Annelise - tretten år (deutsch: Annelise - 13 Jahre)
- 1971 – Søren-Gyldendal-Preis

## Nachwirkungen

### Tove Ditlevsens Plads und Tove Ditlevsens Skole

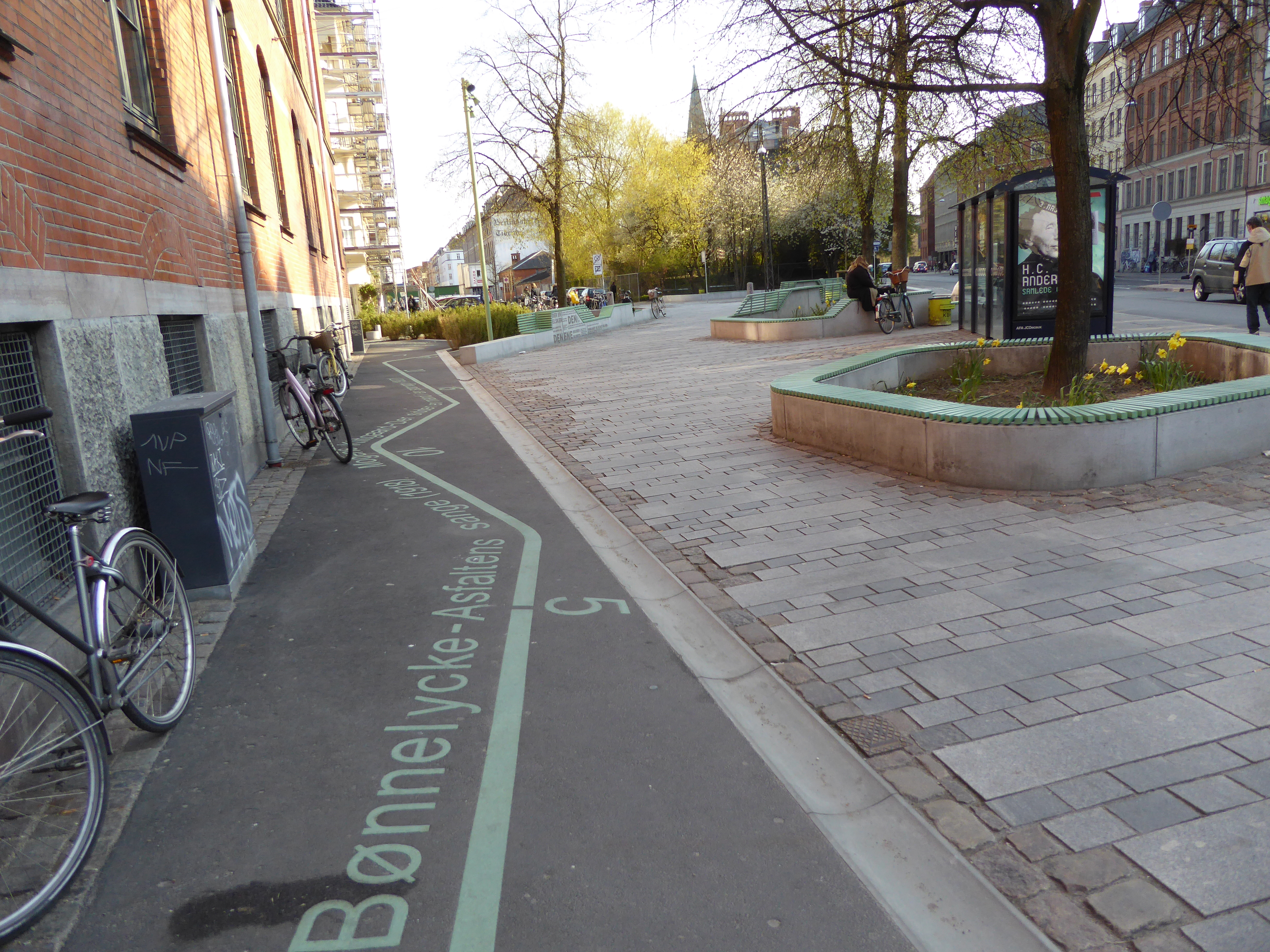
Tove Ditlevsens Plads (Kopenhagen).

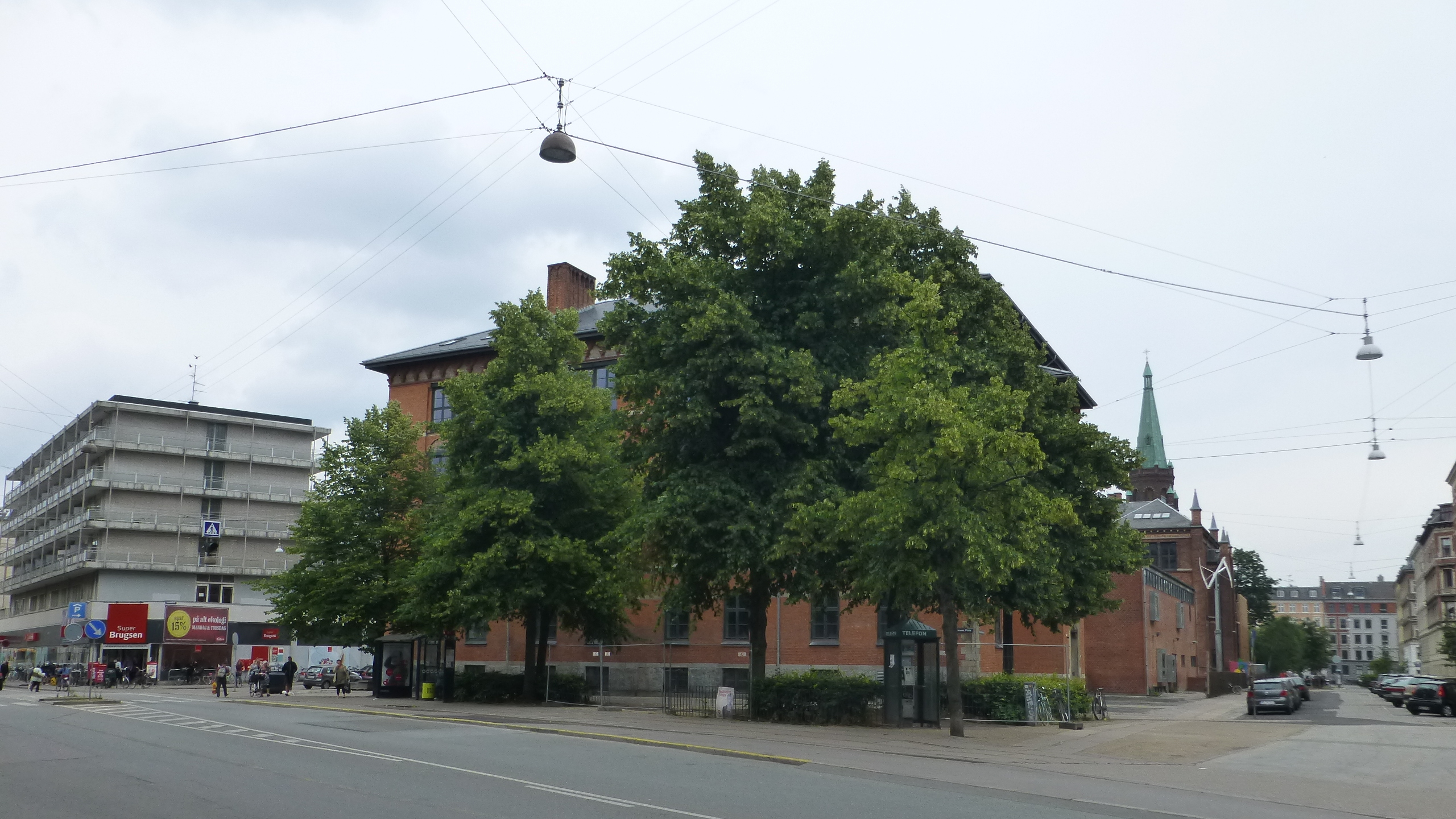
Tove Ditlevsens Plads (Kopenhagen).

In der Nähe der Hedebygade (Haithabu-Straße) im Stadtteil Vesterbro in Kopenhagen, wo Tove Ditlevsen aufgewachsen war, erinnert der nach ihr benannte Tove Ditlevsens Plads an sie. Auch ihre ehemalige Mittelschule in der Mathæusgade in Vesterbro trägt als Tove Ditlevsens Skole ihren Namen.

### Verfilmungen
Der Roman Barndommens Gade (Straße der Kindheit) von 1943 wurde 1986 von Astrid Henning-Jensen (1914–2002) beim Dänischen Fernsehen verfilmt. Es spielten unter anderem Sofie Gråbøl und Torben Jensen. Ebenfalls 1986 verfilmte Carsten Brandt (* 1944) den Roman Ansigterne von 1968. Der Film wurde am 17. April 1987 im Dänischen Fernsehen erstausgestrahlt. Die beiden Filme erinnerten an die zehn Jahre zuvor verstorbene Schriftstellerin, die 1987 siebzig Jahre geworden wäre.
Im Jahr 2000 produzierte Anders Thomas Jensen die dänische Filmkomödie Blinkende Lichter nach dem gleichnamigen Gedicht von Tove Ditlevsen, das im Verlauf des Filmes auch einmal vorgelesen wird. Anders Thomas Jensen war gleichzeitig Drehbuchautor des Filmes. Die Gedichtsammlung Blinkende Lichter war im November 1947 in der damals sehr großen Auflage von 10.000 Exemplaren erschienen und hatte dadurch eine weite Verbreitung gefunden. Der Film wird zu den besten dänischen Filmen aller Zeiten gezählt. Das dänische Magazin Soundvenue zählt ihn zu den 25 besten dänischen Filmen aller Zeiten auf Platz elf. Das Frauenmagazin Woman hatte den Film auf Platz sechs ihrer Liste „16 brillante Dänen“ („Filme, die man gesehen haben muss“). Auf der Filmwebsite IMDb war Blinkende Lygter im März 2018 der viertbestbewertete dänische Film. Bereits bei seinem Start brach der Film sämtliche vorherige dänische Verkaufsrekorde und erhielt den Publikumspreis des dänischen Robert-Filmpreises 2001.

### Vertonungen

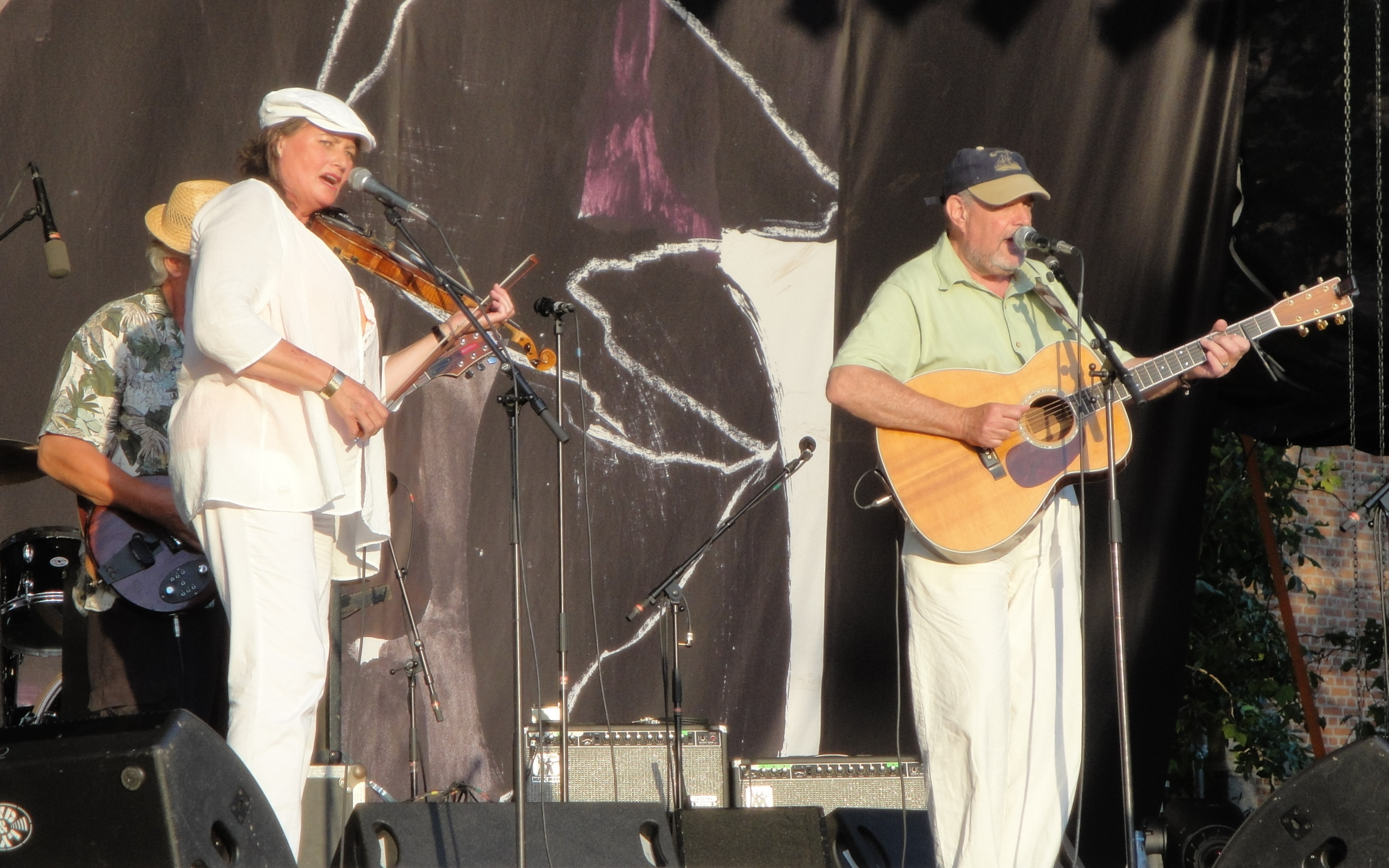
Das Folk-Duo Lasse & Mathilde bei einem Konzert.

Musikalben von Mathilde (Mette Mathilde Bondo) und Anne Linnet wurden jeweils von Ditlevsen inspiriert. 1975 veröffentlichte die damals neunzehnjährige Mette Mathilde Bondo (* 1956) das Album Pigesind nach dem gleichnamigen Buch aus dem Jahr 1939, Tove Ditlevsens Debütsammlung von 32 Gedichten. Pigesind war ihre erste Zusammenarbeit mit dem Musiker Lasse Helner (* 1947) und der Beginn des Folk-Duos Lasse & Mathilde. Lasse Helner wurde später ihr Ehemann. Das Album Pigesind und auch die späteren von Anne Linnet (* 1953) waren durch die Frauenbewegung in Dänemark inspiriert worden.

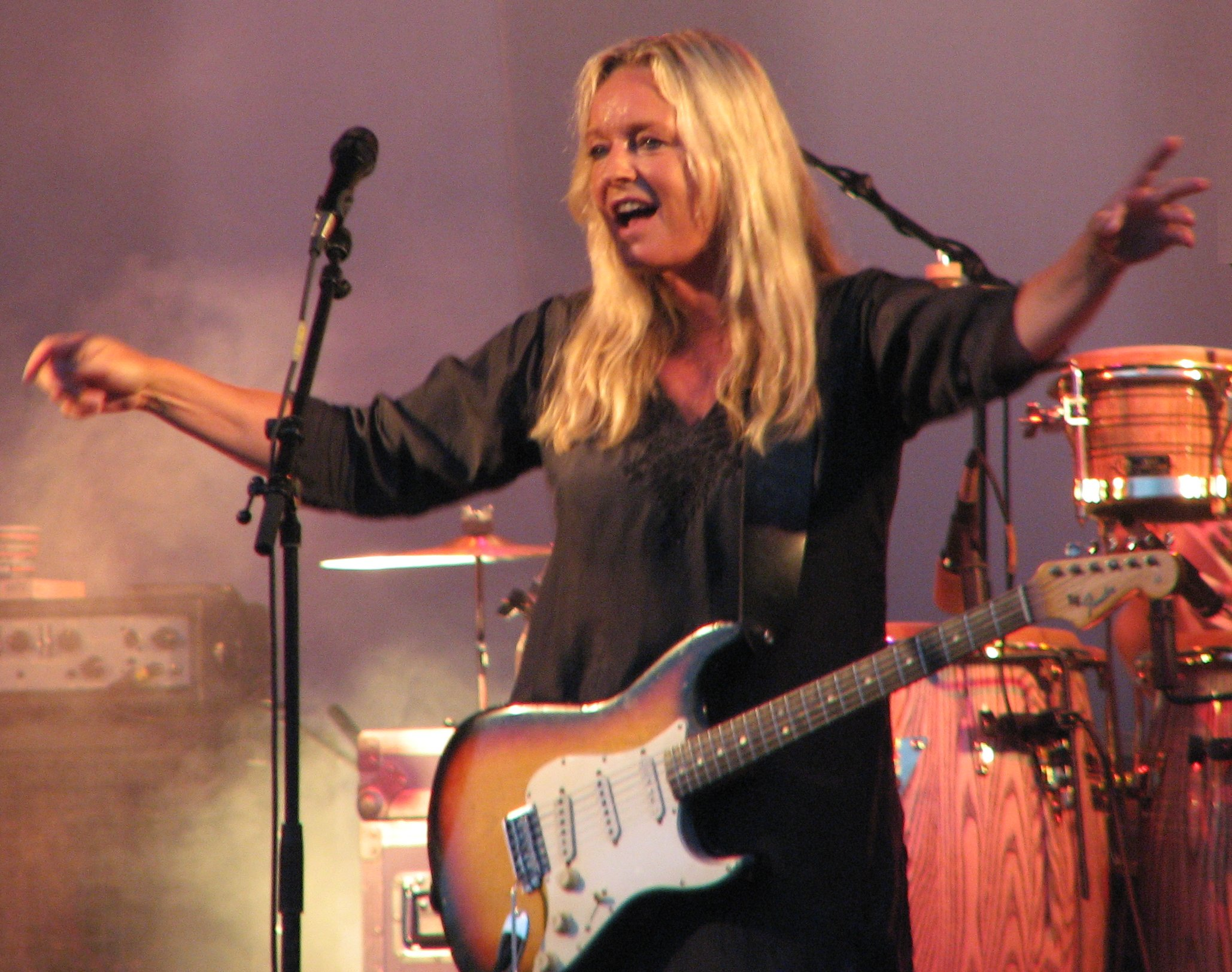
Anne Linnet bei einem Konzert.

1978 debütierte Anne Linnet als Solistin mit dem Album Kvindesind nach der gleichnamigen Gedichtsammlung (1955) von Tove Ditlevsen, aufgenommen 1977 u. a. mit ihrem Ehemann Holger Laumann (Tenorsaxophon) und dem Musiker Jens Jørn Gjedsted (Flügelhorn). Linnets Lied Barndommens Gade (1986) auf dem gleichnamigen Album, das im Rahmen von Henning-Jensens Film erschien und Ditlevsens Gedicht vertonte, gilt bis heute als ein Klassiker der dänischen Popmusik. Das Album Barndommens Gade erschien bei der Plattenfirma CBS Records und war ein großer Erfolg. Neben dem Titelsong enthielt es auch Titel wie Blinkende Lygter (Blinkende Lichter, nach der gleichnamigen Gedichtsammlung von 1947), Sovende Pige (Schlafendes Mädchen), For Sidste Gang (Zum letzten Mal), Mit Hjerte Hamrer (Mein Herz klopft) und De evige tre (Die ewigen Drei, aus der Gedichtsammlung Lille Verden von 1942). Nach dem Erfolg von Barndommens Gade schob Anne Linnet im Jahr 1988 nochmals ihr damals bereits elf Jahre altes Album Kvindesind nach, welches dann auf CD veröffentlicht wurde.

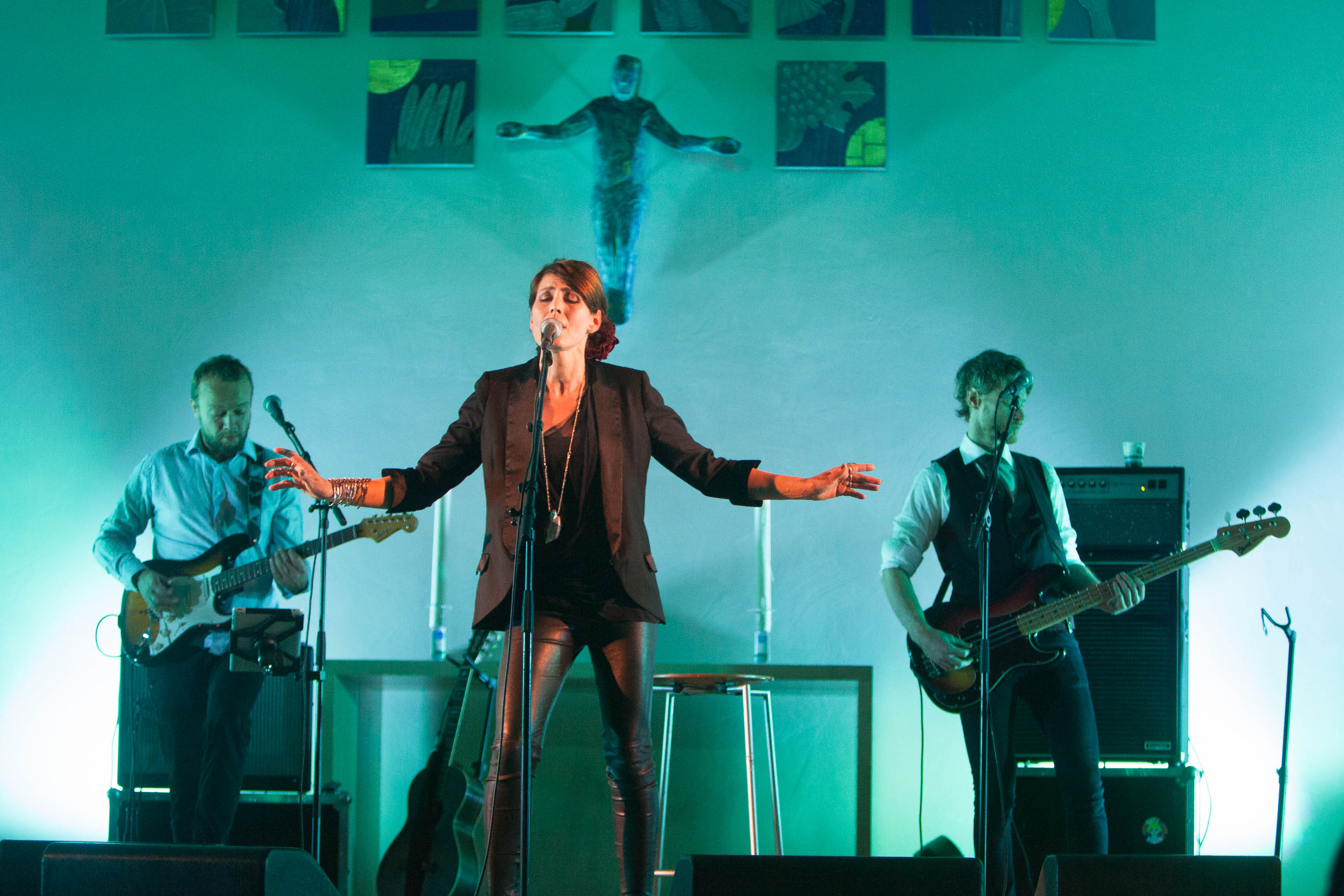
Kari Bremnes bei einem Konzert.

Die norwegische Liedermacherin Kari Bremnes (* 1956) produzierte 1987 ihre erste CD mit Vertonungen von Ditlevsens Gedichten unter dem Titel Mitt ville hjerte (Mein wildes Herz). Diese Veröffentlichung war gleichzeitig ihr erstes Soloalbum. Die Musik dazu schuf Petter Henriksen, Iver Kleive begleitete sie am Keyboard und Audun Kleive am Schlagzeug. Eingespielt wurden bekannte Titel wie Mit hjerte hamrer og hamrer, Høst, Barndommens gade, De evige tre, En mands kærlighed und sieben weitere. Das von Erik Hillestad produzierte Album erhielt im selben Jahr den Spellemannprisen und wurde so zum Durchbruch für die Liedermacherin.

### Theaterstücke

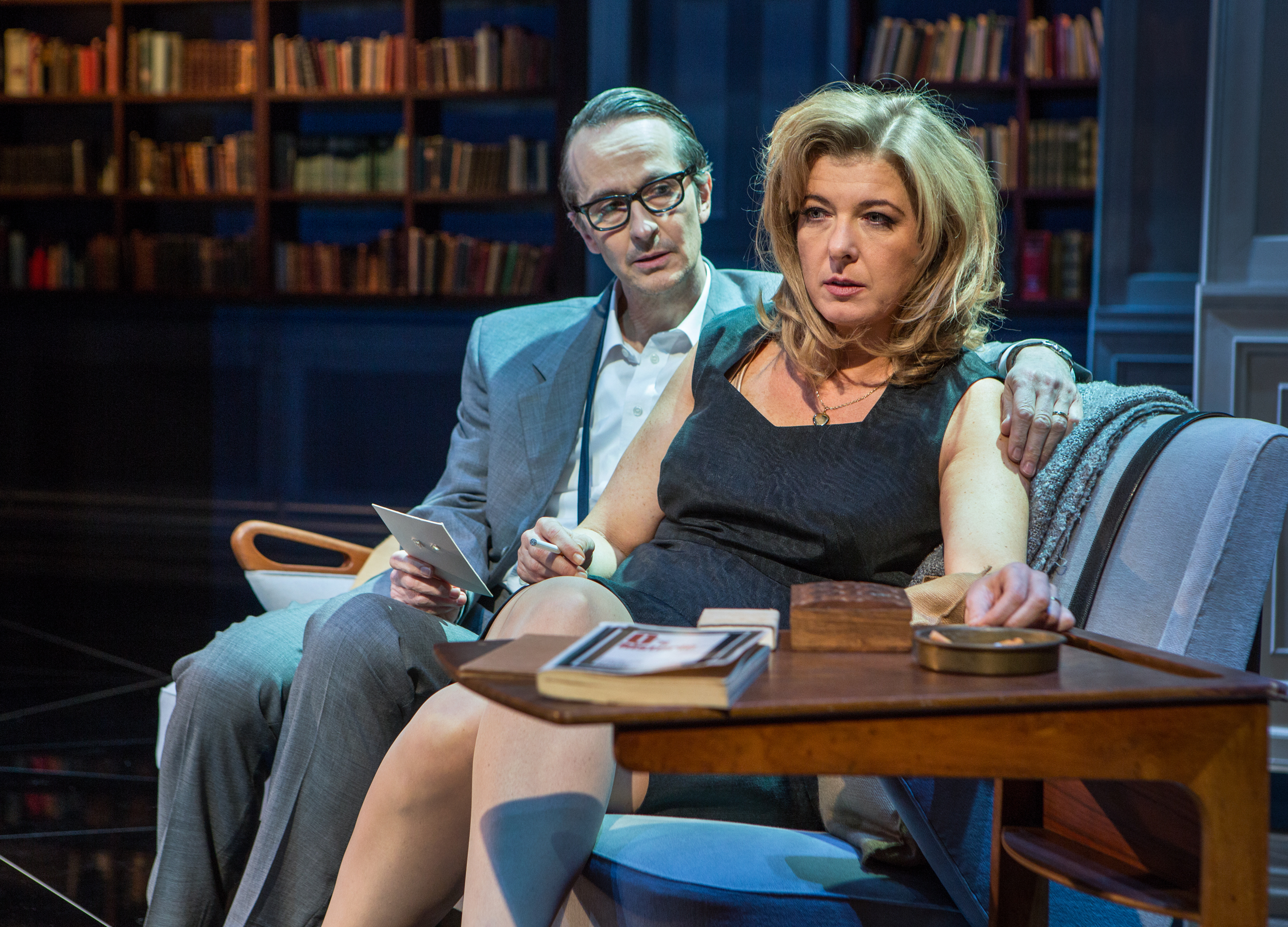
Toves Zimmer von Jakob Weis: Paprika Steen in der Rolle der Tove Ditlevsen und Lars Brygmann als Victor Andreasen im Folketeatret in Kopenhagen (2016).

Das Stück Tove! Tove! Tove! des Künstlerkollektivs Sort Samvittighed sorgte ab 2015 für mehrere Jahre regelmäßig für ausverkaufte Vorstellungen des Kopenhagener Schauspielhauses und weiterer Tourneebühnen. Das Theaterstück Toves værelse – Tove Ditlevsens sidste kærlighed (Toves Zimmer – Tove Ditlevsens letzte Liebe) des dänischen Dramatikers Jakob Weis wurde am 8. April 2016 mit Paprika Steen in der Rolle der Tove Ditlevsen im Folketeatret in Kopenhagen uraufgeführt und lief dort vielbeachtet eine Saison. Das Tove-Projekt (2023) am Schauspiel Frankfurt setzte Ditlevsen auch im deutschen Sprachraum ein szenisches Denkmal, indem es Ditlevsens innere Kämpfe und ihre schwierige Reise als Verfasserin in einer patriarchalen Gesellschaft beleuchtete. Zudem wurde von Alice Buddeberg im Oktober 2023 der Roman „Gesichter“ am Mecklenburgischen Staatstheater Schwerin auf die Bühne gebracht.

### Rezeption in Deutschland
In der repräsentativen und reich illustrierten Aufsatzsammlung Kopenhagen: Kleinstadt und Königshaus, Meerjungfrau und Metropole, herausgegeben von Ulrich Sonnenberg, war auch Tove Ditlevsen eines von knapp zwanzig Themen. Auf der Grundlage dieses 2011 im Corso Verlag in Hamburg erschienenen Buches gestaltete das Literaturhaus Hamburg am 25. Januar 2012 einen Kopenhagen-Abend zusammen mit dem Herausgeber und drei Autoren des Sammelbandes, Karin Ceballos Betancur, Jan Christophersen und Rainer Moritz. Sonnenberg kam als Leiter der Verkaufsabteilung des Suhrkamp Verlages in Kopenhagen (1993 bis 2003) mit dem Werk von Tove Ditlevsen in Berührung, von welcher sein damaliger Arbeitgeber sehr vorsichtig drei Bände herausgegeben hatte (1980, 1981 und 1987). Nur Sucht (im Original Gift) erschien 1994 nach 14 Jahren in einer zweiten Auflage, danach kam in Deutschland das verlegerische Interesse an der Autorin zum Erliegen. Der aufwendige Sammelband Kopenhagen von 2011 und der Kopenhagen-Abend in Hamburg von 2012 läuteten in Deutschland ein neuerliches Interesse an Tove Ditlevsen ein.

## Biografien
Es gibt mehrere Biografien über Ditlevsen. Karen Sybergs Tove Ditlevsen. Myte og liv ist eine traditionelle Biografie, die Ditlevsens Leben in einem breiten Kontext darstellt und sich insbesondere auf ihr Verhältnis zu ihrer Mutter konzentriert und die den psychologischen Aspekt von Ditlevsens Leben betont. Jens Andersen Til døden os skiller. Et portræt af Tove Ditlevsen legt den Fokus auf Ditlevsens eigene Stimme in ihrem fiktionalen Werk und ihre Beziehung zu ihrem vierten Ehemann, Victor Andreasen, und analysiert ihr literarisches Schaffen. Die neueste Biografie, ebenfalls von Jens Andersen, erschien unter dem Titel Tove Ditlevsen. Ihr Leben (2023) auch auf Deutsch und betont Ditlevsens Rolle als Outlaw, Diva und Feministin, die sich zugleich nach einem bürgerlichen Leben sehnte, und untersucht ihre Identitätsentwürfe sowie ihr Literaturverständnis.
Bereits im Todesjahr von Tove Ditlevsen gab Harald Mogensen das Buch Om Tove Ditlevsen (Über Tove Ditlevsen) heraus, das Stimmen über die damals Verblichene gesammelt hatte und guten Absatz fand.

## Veröffentlichungen

### Originalausgaben
- 1937: Til mit døde barn. (im September Literarisches Debüt mit diesem Gedicht in der Literaturzeitschrift Vild Hvede)
- 1939: Pigesind. (Debüt-Sammlung von 32 Gedichten) im Verlag Rasmus Naver
  - mit Slangen i Paradiset. und Angst.
- 1941: Digternes Danmark. (Gedichte in einer dänischen Anthologie) Hrsg. Fredrik Nygaard, Illustrationen von Johannes Larsen, J.H. Schultz Forlag, Kopenhagen
- 1941: Man gjorde et barn fortræd. (Romandebüt) Im Athenæum Verlag, Kopenhagen
- 1942: Lille Verden. (Gedichte) Im Athenæum Verlag, Kopenhagen (im November)
  - mit De evige tre. und Barndommens gade.
- 1942: Moderne danske Kærlighedsdigte. (Gedichte in einer modernen dänischen Anthologie) Hrsg. Hakon Stangerup, Jespersen og Pios Forlag, Kopenhagen
- 1943: Barndommens gade. (Roman) Im Athenæum Verlag, Kopenhagen (deutsch: Straße der Kindheit. 1962)
- 1943: Digte til mor og barn. (Gedichte)
- 1944: Den fulde Frihed. (erste Kurzgeschichtensammlung) Im Verlag Athenæum Kopenhagen
  - Barnet og manden.; Den skyldige.; Den fulde frihed.; En uheldig dag.; Stegt lever.; Kolonihaven.; Forår.; Tårer.; Det første møde.; Svage mennesker.; Frikvarter.; En ung pige blir bedstemor.; Angst.
- 1945: København. Illustrationen von Alex Secher, Musik von Kai Rosenberg, im Witt’s Forlag (Privatdruck in einer Auflage von 200 Exemplaren)
- 1945: Der brænder en Ild. (Gedichte in einer Anthologie) Im Verlag Gyldendal, Kopenhagen
- 1946: Mænds Træskhed. (Novelle in der Anthologie Det første Møde. Mit Zeichnungen von Knud Mühlhausen, Verlag Carit Andersen)
- 1946: For Barnets Skyld. (Roman) Im Athenæum Verlag, Kopenhagen
- 1947: Blinkende Lygter. (Gedichte) Im Athenæum Verlag, Kopenhagen (im Oktober in der für Lyrik der Zeit sehr großen Auflage von 10.000 Exemplaren)
- 1947: Sort paa hvidt. (Gedichte in einer Anthologie) Im Nyt nordisk Forlag Arnold Busk, Kopenhagen
- 1947: Den spæde Vaar. (Gedichte in einer Anthologie) Hrsg. Erik Jacobsen, mit Zeichnungen dänischer Künstler, Grafisk Forlag
- 1948: Karneval. (Novelle in der Anthologie De bor i kløfter, hrsg. von Ejnar Thomsen, Verlag Gyldendal, Kopenhagen)
- 1948: Dommeren. (Kurzgeschichten) Im Athenæum Verlag, Kopenhagen
  - Film.; Guldregn.; To mand frem.; To piger.; Dommeren.; Erotoman.; Klaveret.; En æggesnaps.; Ansvar.; Vivienne.; Danse macabre.; Appelsiner.; Livets spejl.; Vorherrebevares.
- 1949: Den gamle Mand og Bøgerne. (Gedicht in der zahlreich illustrierten Anthologie Digte til Bogen. Im Grafisk Cirkel, Kopenhagen)
- 1949: Kærlighedsdigte. (Gedichte) Im Verlag Hasselbalch, Kopenhagen
- 1952: Paraplyen. (Kurzgeschichten) Umschlagzeichnung von Arne Ungermann, Verlag Hasselbalch, Kopenhagen
  - Paraplyen.; Katten.; Min kone danser ikke.; Hans mor.; Nattens dronning.; En morgen i et villakvarter.; En flink dreng.; Det stædige liv.; Aften.; Depression.
- 1954: En æggesnaps. (Novelle in der Anthologie 15 historier fra vor egen tid. Hrsg. von Georg Enemærke und Ove Søjbjerg Pedersen, Verlag Gyldendal, Kopenhagen)
- 1954: Klaveret. (Roman)
- 1954: Udvalgte. (Gedichte) Verlag Hasselbalch, Kopenhagen
- 1954: Vi har kun hinanden. (Roman)
- 1955: Kvindesind. (Gedichte)
- 1956: Forår. (Novellen)
- 1956: Sind. (Gedichte)
- 1958: Annelise - tretten år. (Kinder- und Jugendbuch) Mit Illustrationen von Kamma Svensson (deutsch: Als Anneliese dreizehn war. von 1965).
- 1959: Flugten fra opvasken. (Kurzgeschichten und Essays) Verlag [Steen] Hasselbalch [Nachf.], Kopenhagen
  - Flugten fra opvasken.; Glæden ved at læse annoncer.; Piger uden cellofan.; Jeg husker.; Små tings store betydning.; Min gade.; Min første kærlighed.; Stakkels frigjorte kvinde.; Regn i storbyen.; Blot til lyst!; Opholdsstuen.; De utilfredse mænd.; Små fodspor. (Træet.; Barnet.; Stjerner og statistik.; Mellem venner.; Mindebørnene.; Forår.; Før solopgang.; Vagtsomme øjne.; Mændenes verden.)
- 1960: To som elsker hinanden. (Roman)
- 1960: Hvad nu Annelise? (Kinder- und Jugendbuch)
- 1961: Den hemmelige rude. (Gedichte)
- 1963: Der var engang en lille hest. (Bilderbuch für Kinder)
- 1963: Dikt i utvalg. In der Reihe Cappelens Nordiske Bibliotek, hrsg. von Erling Nielsen (Gedichte)
- 1963: Den onde lykke. (Kurzgeschichten)
  - Dolken.; Måden.; Angst.; Moderen.; En fin forretning.; Fuglen.; De små sko.; Den bedste vittighed.; To kvinder.; Gentagelse.; Den onde lykke.
- 1967: Barndom. (Erinnerungen) (deutsch: Kindheit. von 2021)
- 1967: Ungdom. (Erinnerungen) (deutsch: Jugend. von 2021)
- 1968: Ansigterne. (Roman) (deutsch: Gesichter. von 1987 bei Suhrkamp und Gesichter. von 2021 im Aufbau-Verlag)
- 1968: Frygt. Noveller i udvalg (Kurzgeschichten)
- 1969: De voksne. (Gedichte)
- 1969: Med venlig hilsen, Tove Ditlevsen. (Mit freundlichen Grüßen, Tove Ditlevsen - eine Auswahl von Zuschriften und Antworten des Kummerkastens des Familie Journal aus mehr als 4.000 Briefen)
- 1971: Gift. (Erinnerungen) Verlag Gyldendal, Kopenhagen, ISBN 87-00-98691-7 und ISBN 978-87-00-98691-6 (deutsch: Sucht. Erinnerungen. von 1980 und Abhängigkeit. von 2021).
- 1973: Parenteser. (Essays) mit Illustrationen von Arne Ungermann, Verlag Gyldendal, Kopenhagen, ISBN 87-00-17241-3 und ISBN 978-87-00-17241-8
- 1973: Det runde værelse. (Gedichte) Verlag Gyldendal, Kopenhagen, ISBN 87-00-08731-9
- 1973: Min nekrolog og andre skumle tanker (Essays) Verlag Gyldendal, Kopenhagen, ISBN 87-00-75321-1
- 1975: Vilhelms værelse. (Roman) Verlag Gyldendal, Kopenhagen, ISBN 87-01-21082-3 (deutsch: Wilhelms Zimmer.) Suhrkamp, Frankfurt 1981, ISBN 978-3-518-11076-8.
- 1975: Det runde værelse. (23 Gedichte)
- 1975: Tove Ditlevsen om sig selv. (Erinnerungen)
- 1976: En sibyllas bekännelser (Essays)
- 1978: Til en lille pige. (Gedichte)
- 1986: Husmor og skribøse (Briefwechsel mit Ester Nagel)
- 1993: Kære Victor : breve fra Tove Ditlevsen til Victor Andreasen 1972-76 (Briefe an ihren Mann Victor Andreasen von 1972 bis 1976), Verlag Gyldendal, Kopenhagen, ISBN 87-00-14408-8
- 2019: Kærlig hilsen, Tove - Breve til en forlægger. (Briefe 1969 bis 1975)

### Weitere dänischsprachige Ausgaben (Auswahl)
- 1943: Pigesind. 2. Auflage im Forlaget [Rasmus] Naver (Erstauflage 1939, 9. Aufl. 1951)
- 1944: Lille Verden. 4. Aufl. im Athenæum Verlag, Kopenhagen (Erstauflage 1942, 6. Aufl. 1946)
- 1953: Man gjorde et barn fortræd. 2. Aufl. (Erstauflage 1941)
- 1953: Barndommens gade. 2. Auflage im Verlag [Steen] Hasselbalch [Nachf.], Kopenhagen (Erstauflage 1943)
- 1955: For Barnets Skyld. 2. Aufl. (Erstauflage 1946)
- 1957: En flink dreng. (Novelle in der Anthologie: Det bedste de skrev. Hrsg. Orla Lundbo, Carit Andersens Forlag; Erstausgabe 1952 in Paraplyen.)
- 1959: Kvindesind. 3. Aufl. (Erstauflage 1955)
- 1959: Annelise - tretten år. 3. Aufl. (Erstauflage 1958, 4. Aufl. 1961)
- 1961: Hvad nu Annelise? 3. Aufl. (Erstauflage 1960)
- 1964: Digte i udvalg. In der Reihe Hasselbalchs billigbøger, Band 116 (Erstausgabe 1954)
- 1964: To som elsker hinanden. In der Reihe Hasselbalchs billigbøger, Band 118 (Erstausgabe 1960)
- 1965: Pigesind. revidierte Auflage
- 1965: Kærlighedsdigte. revidierte 2. Auflage (Erstauflage 1949)
- 1966: Den fulde Frihed. 4. Auflage im Verlag [Steen] Hasselbalch [Nachf.], Kopenhagen
- 1969: Frygt. Noveller i udvalg. in der 1. Aufl. als billigbog (Billigbuch) im Verlag Hasselbalch bereits ein Jahr nach dem Erscheinen der Erstauflage 1968, ISBN 87-997073-2-2
- 1969: De voksne. 2. Aufl. bereits im Jahr der Erstauflage
- 1970: Ansigterne. als Hasselbalchs billigbøger (Erstauflage 1968)
- 1971: Barndommens gade. 3. Aufl., Verlag Gyldendal, Kopenhagen
- 1972: Frygt. In der SLS-Biblioteket. Stor letlæselig skrift im Skandinavisk Litografisk Forlag
- 1973: Ansigterne. 3. Aufl., in der Reihe Gyldendals Tranebøger (ab 1969 unnummeriert), Verlag Gyldendal, Kopenhagen, ISBN 87-00-08982-6 und ISBN 87-00-08982-6 (Nachauflage 1976)
- 1974: Man gjorde et barn fortræd. 3. Aufl., Verlag Gyldendal, Kopenhagen
- 1975: Pigesind. 14. Aufl. mit Musik von Lasse Helner und Illustrationen von Anne Regitze Wivel, Verlag Gyldendal, Kopenhagen
- 1998: Samlede noveller, Kurzgeschichten (vier Sammlungen in einem Band: Den fulde Frihed von 1944, Dommeren von 1948, Paraplyen von 1952 und Den onde lykke von 1963), Verlag Gyldendal, Kopenhagen, ISBN 87-00-35148-2

### Deutschsprachige Ausgaben
- Straße der Kindheit. Aus dem Dänischen von Bernhard Jolles. Büchergilde Gutenberg, Frankfurt am Main 1962 (im Original Barndommens gade. von 1943).
- Als Anneliese dreizehn war. Aus dem Dänischen von Elsbeth Schneidler. Boje, Stuttgart 1965 (im Original: Annelise - tretten år. von 1958).
- Sucht. Erinnerungen. Aus dem Dänischen von Erna Plett. Suhrkamp, Frankfurt am Main 1980, ISBN 3-518-11009-8 (im Original: Gift. von 1971).
  - Nachauflage: 2. Aufl. 1994
- Vilhelms Zimmer. Aus dem Dänischen von Else Kjaer und Bärbel Cosmann. Suhrkamp, Frankfurt am Main 1981, ISBN 3-518-11076-4 (im Original: Vilhelms værelse. von 1975); aus dem Dänischen und mit einem Nachwort von Ursel Allenstein, Berlin: Aufbau, 2024, ISBN 978-3-351-03937-0
- Gesichter. Aus dem Dänischen von Else Kjaer. Suhrkamp, Frankfurt am Main 1987, ISBN 3-518-11165-5 (im Original: Ansigterne. von 1968).
- Kindheit. Teil 1 der Kopenhagen-Trilogie. Aus dem Dänischen von Ursel Allenstein. Aufbau Verlag, Berlin 2021, ISBN 978-3-351-03868-7 (im Original: Barndom. von 1967).
  - als Online-Ausgabe (epub) bei Aufbau Digital, Berlin 2021, ISBN 978-3-8412-2640-2.
  - als Hörbuch bei Der Audio Verlag (Sprecherin: Dagmar Manzel), Berlin 2021, ISBN 978-3-7424-1995-8 oder als MP3 mit der ISBN 978-3-7424-1996-5.
  - als Taschenbuch im Aufbau Taschenbuch Verlag, Berlin 2022, ISBN 978-3-7466-3992-5.
- Jugend. Teil 2 der Kopenhagen-Trilogie. Aus dem Dänischen von Ursel Allenstein. Aufbau Verlag, Berlin 2021, ISBN 978-3-351-03869-4 (im Original: Ungdom. von 1967).
  - als Online-Ausgabe (epub) bei Aufbau Digital, Berlin 2021, ISBN 978-3-8412-2639-6.
  - als Hörbuch bei Der Audio Verlag (Sprecherin: Dagmar Manzel), Berlin 2021, ISBN 978-3-7424-1997-2 oder als MP3 mit der ISBN 978-3-7424-1998-9.
  - als Taschenbuch im Aufbau Taschenbuch Verlag, Berlin 2022, ISBN 978-3-7466-3993-2.
- Abhängigkeit. Teil 3 der Kopenhagen-Trilogie. Aus dem Dänischen von Ursel Allenstein. Aufbau Verlag, Berlin 2021, ISBN 978-3-351-03870-0 (im Original Gift. von 1971).
  - als Online-Ausgabe (epub) bei Aufbau Digital, Berlin 2021, ISBN 978-3-8412-2638-9.
  - als Hörbuch bei Der Audio Verlag (Sprecherin: Dagmar Manzel), Berlin 2021, ISBN 978-3-7424-1999-6 oder als MP3 mit der ISBN 978-3-7424-2000-8.
  - als Taschenbuch im Aufbau Taschenbuch Verlag, Berlin 2022, ISBN 978-3-7466-3994-9.
- Kopenhagen-Trilogie. Unter diesem Namen werden seit dem 15. Februar 2021[112] die drei Romane im Festeinband und seit dem 20. September 2022 die drei Taschenbücher Kindheit, Jugend und Abhängigkeit des Aufbau-Verlages vermarktet und vertrieben[113]
  - als Online-Ausgabe (epub) bei Aufbau Digital, Berlin 2021, ISBN 978-3-8412-2640-2 - ISBN 978-3-8412-2639-6 - ISBN 978-3-8412-2638-9.
  - als Hörbuch bei Der Audio Verlag (Sprecherin: Dagmar Manzel), Berlin 2021, ISBN 978-3-7424-1995-8 - ISBN 978-3-7424-1998-9 - ISBN 978-3-7424-1999-6.
- Kindheit, Jugend, Abhängigkeit: die Kopenhagen-Trilogie in einem Band. Aus dem Dänischen und mit einem Nachwort von Ursel Allenstein. Büchergilde Gutenberg (Lizenzausgabe), Frankfurt am Main - Wien - Zürich 2021, ISBN 978-3-7632-7268-6.
- Gesichter. Aus dem Dänischen von Ursel Allenstein. Aufbau Verlag, Berlin 2022, ISBN 978-3-351-03938-7 (im Original: Ansigterne. von 1968).
  - als Online-Ausgabe (epub) bei Aufbau Digital, Berlin 2022, ISBN 978-3-8412-2947-2.
  - als Hörbuch bei Der Audio Verlag (Sprecherin: Dagmar Manzel), Berlin 2022, ISBN 978-3-7424-2265-1.
  - als Taschenbuch im Aufbau Taschenbuch Verlag, Berlin 2023, ISBN 978-3-7466-4064-8
- Böses Glück. Erzählungen. Aus dem Dänischen von Ursel Allenstein, Aufbau Verlag, Berlin 2023, ISBN 978-3-351-03952-3.
  - als Online-Ausgabe (epub) bei Aufbau Digital, Berlin 2023, ISBN 978-3-8412-3174-1.
  - als Hörbuch (Sprecherin Elisabeth Günther) im ABOD Verlag (zu RBmedia), München 2023, ISBN 978-3-98785-145-2.